# Franciaország vasútvonalainak listája
Franciaországban egy hatjegyű szám jelöl minden, a hálózatüzemeltető SNCF Réseau tulajdonában lévő vasútvonalat. A vasútvonalak többségét a nemzeti vasúttársaság, az SNCF Mobilités üzemelteti.

## Region Est
2013-as állapot
| Útvonalszám | Vasútvonal                                              | KBS     | Hossz (km-ben) | Útvonal | Megnyitás éve               | Bezárás éve                                                                                            |
| ----------- | ------------------------------------------------------- | ------- | -------------- | --- | --------------------------- | --- |
| 001 000     | Párizs–Mulhouse-vasútvonal                              | 171 172 | 4910           | Párizs – Troyes – Chaumont – Vesoul – Lure – Belfort – Mulhouse                                                            | 1856–1858                   | |
| 002 000     | Gretz-Armainvilliers–Sézanne-vasútvonal                 |         | 930            | Gretz-Armainvilliers – La Ferté-Gaucher – Sézanne                                                                          | 1861–1885                   | 2000 (La Ferté-Gaucher – Esternay)                                                                     |
| 003 000     | Longueville–Esternay-vasútvonal                         |         | 39,5           | Longueville – Provins – Esternay                                                                                           | 1858–1902                   | 1969 (Villiers-Saint-Georges – Esternay)                                                               |
| 004 000     | Mézy–Romilly-sur-Seine-vasútvonal                       |         | 78,5           | Mézy – Esternay – Romilly-sur-Seine                                                                                        | 1884                        | 1964 (Lurey-Conflans – Romilly-sur-Seine)                                                              |
| 005 000     | LGV Est européenne                                      | 100     | 3010           | Párizs – Champagne-Ardenne TGV – Meuse TGV – Lorraine TGV – Strasbourg                                                     | 2007 (Párizs – Baudrecourt) | |
| 006 000     | Coolus–Sens-vasútvonal                                  |         | 1570           | Chalons-en-Champagne – Coolus – Sommesous – Troyes – Sens                                                                  | 1873                        | 1998 (Sens-Saint-Clément – Malay-le-Grand)                                                             |
| 007 000     | Fère-Champenoise–Vitry-le-François-vasútvonal           |         | 50,5           | Fère-Champenoise – Sommesous – Vitry-le-François                                                                           |                             | 1972 (Sommesous – Sompuis)                                                                             |
| 010 000     | Oiry-Mareuil–Romilly-sur-Seine-vasútvonal               |         | 840            | Oiry – Fère-Champenoise – Sézanne – Romilly-sur-Seine                                                                      | 1872                        | (Sézanne – Romilly-sur-Seine)                                                                          |
| 012 000     | Troyes–Brienne-le-Château-vasútvonal                    |         | 420            | Troyes – Brienne-le-Château                                                                                                | 1886 2010 (újranyitás)      | 2005 (Thennelières–Brienne-le-Château)                                                                 |
| 013 000     | Vallentigny–Vitry-le-François-vasútvonal                |         | 33,1           | Vallentigny – Vitry-le-François                                                                                            | 1885                        | |
| 014 000     | LGV Rhin-Rhône                                          |         | 1400           | Mulhouse – Belfort-Montbéliard TGV – Besançon Franche-Comté TGV – Dijon                                                    | 2011 (első ütem)            | |
| 015 000     | Jessains–Sorcy-vasútvonal                               |         | 1380           | Jessains – Brienne-le-Château – Vallentigny – Montier-en-Der – Wassy – Joinville – Gondrecourt – Sorcy                     | 1884–1892                   | 1954 (Montier-en-Der – Wassy – Joinville) 1970 (Vallentigny – Montier-en-Der) 1990 (Joinville – Sorcy) |
| 016 000     | Montier-en-Der–Éclaron-vasútvonal                       |         |                | Montier-en-Der – Éclaron                                                                                                   |                             | |
| 018 000     | Saint-Dizier–Doulevant-le-Château-vasútvonal            |         | 39,5           | Saint-Dizier – Eclaron – Wassy – Brousseval – Doulevant-le-Château                                                         | 1868–1881                   | 1994 (Saint-Dizier – Doulevant-le-Château)                                                             |
| 019 000     | Revigny–Saint-Dizier-vasútvonal                         |         | 280            | Revigny – Robert-Espagne – Saint-Dizier                                                                                    | 1885                        | 1976 (Revigny – Saint-Dizier)                                                                          |
| 020 000     | Blesme-Haussignémont–Chaumont-vasútvonal                |         | 890            | Blesme-Haussignémont – Saint-Dizier – Joinville – Bologne – Chaumont                                                       |                             | |
| 026 000     | Bologne–Pagny-sur-Meuse-vasútvonal                      |         | 950            | Bologne – Neufchâteau – Pagny-sur-Meuse                                                                                    | 1867–1873                   | 1992 (Coussey – Saint-Germain-sur-Meuse)                                                               |
| 027 000     | Nançois-Tronville–Neufchâteau-vasútvonal                |         | 67,5           | Nançois-Tronville – Gondrecourt-le-Château – Neufchâteau                                                                   | 1875–1880                   | 1976 (Gondrecourt-le-Château – Neufchâteau)                                                            |
| 030 000     | Neufchâteau–Épinal-vasútvonal                           |         | 780            | Neufchâteau – Mirecourt – Épinal                                                                                           | 1878                        | 1989                                                                                                   |
| 032 000     | Culmont-Chalindrey–Toul-vasútvonal                      | 117     | 1140           | Culmont-Chalindrey – Merrey – Neufchâteau – Toul                                                                           | 1881–1889                   | |
| 033 000     | Langres–Andilly-vasútvonal                              |         | 17,7           | Langres – Andilly | 1881                        | (Langres – Andilly)                                                                                    |
| 035 000     | Merrey–Hymont-Mattaincourt-vasútvonal                   |         | 580            | Merrey – Contrexéville – Vittel – Hymont-Mattaincourt                                                                      | 1881                        | |
| 039 000     | Toul–Blainville-Damelevières-vasútvonal                 |         | 430            | Neuves-Maisons | 1896–1933                   | 1964 (Toul – Chaligny)                                                                                 |
| 040 000     | Jarville-la-Malgrange–Mirecourt-vasútvonal              |         | 570            | Jarville-la-Malgrange – Neuves-Maisons – Vézelise – Mirecourt                                                              | 1872–1879                   | |
| 041 000     | Barisey-la-Côte–Frenelle-la-Grande-Puzieux-vasútvonal   |         | 34,8           | Barisey-la-Côte – Colombey-les-Belles – Frenelle-la-Grande-Puzieux                                                         | 1881–1883                   | 1953–1990                                                                                              |
| 042 000     | Blainville-Damelevières–Lure-vasútvonal                 | 140     | 126,7          | Blainville-Damelevières – Épinal – Lure                                                                                    | 1857–1878                   | |
| 050 000     | Vitrey-Vernois–Bourbonne-les-Bains-vasútvonal           |         |                | Vitrey-Vernois – Bourbonne-les-Bains                                                                                       |                             | |
| 051 000     | Jussey–Darnieulles-Uxegney-vasútvonal                   |         | 720            | Jussey – Darney – Darnieulles-Uxegney                                                                                      | 1886                        | 1951–1990                                                                                              |
| 053 000     | Aillevillers–Plombières-les-Bains-vasútvonal            |         | 10,7           | Aillevillers – Plombières-les-Bains                                                                                        | 1878                        | 1978                                                                                                   |
| 054 000     | Corbenay–Faymont-vasútvonal                             |         | 16,7           | Corbenay – Faymont | 1881                        | 1987–2004                                                                                              |
| 055 000     | Bas-Évette–Giromagny-vasútvonal                         |         |                | Bas-Évette – Giromagny |                             | |
| 057 000     | Aillevillers–Port-d’Atelier-Amance-vasútvonal           |         | 30,1           | Aillevillers – Port-d'Atelier-Amance                                                                                       | 1860                        | 1991                                                                                                   |
| 060 000     | Épinal–Bussang-vasútvonal                               |         | 56,2           | Épinal – Arches – Remiremont – Bussang                                                                                     | 1864–1891                   | 1989 (Remiremont – Bussang)                                                                            |
| 061 000     | Remiremont–Cornimont-vasútvonal                         |         | 20,7           | Remiremont – Cornimont | 1879                        | 1989–1992                                                                                              |
| 062 000     | Arches–Saint-Dié-vasútvonal                             |         | 48,9           | Arches – St-Dié | 1869–1876                   | |
| 063 000     | Laveline-devant-Bruyères–Gérardmer-vasútvonal           |         | 17,9           | Laveline-devant-Bruyères – Gérardmer                                                                                       | 1874–1878                   | 1988                                                                                                   |
| 064 000     | Saint-Léonard–Fraize-vasútvonal                         |         | 7,4            | Saint-Léonard – Fraize | 1876                        | 1988–2005                                                                                              |
| 065 000     | Mont-sur-Meurthe–Bruyères-vasútvonal                    |         | 54,6           | Mont-sur-Meurthe – Rambervillers – Bruyères                                                                                | 1882–1911                   | 1988                                                                                                   |
| 067 000     | Lunéville–Saint-Dié-vasútvonal                          |         | 49,7           | Lunéville – Baccarat – Raon-l’Étape – Étival-Clairefontaine – Saint-Dié                                                    | 1864                        | |
| 068 000     | Baccarat–Badonviller-vasútvonal                         |         | 13,9           | Baccarat – Badonviller | 1881                        | 1989                                                                                                   |
| 069 000     | Igney-Avricourt–Cirey-vasútvonal                        |         | 17,1           | Igney-Avricourt – Cirey | 1870                        | 1969                                                                                                   |
| 070 000     | Párizs–Strasbourg-vasútvonal                            | 101 103 | 5020           | Párizs – Épernay – Châlons-en-Champagne – Vitry-le-François – Bar-le-Duc – Toul – Nancy – Lunéville – Saverne – Strasbourg | 1849–1852                   | |
| 071 000     | Esbly–Crécy-la-Chapelle-vasútvonal                      |         | 9,9            | Esbly – Crécy-la-Chapelle                                                                                                  | 1902                        | |
| 072 000     | Trilport–Bazoches-vasútvonal                            |         | 740            | Trilport – Bazoches | 1885–1894                   | |
| 073 000     | Château-Thierry–Oulchy-Breny-vasútvonal                 |         | 28,2           | Château-Thierry – Oulchy-Breny                                                                                             | 1885                        | |
| 074 000     | Épernay–Reims-vasútvonal                                |         | 30,4           | Épernay – Reims |                             | |
| 076 000     | Aulnay-sous-Bois–Roissy 2-RER-vasútvonal                |         | 150            | Aulnay-sous-Bois – Roissy 2-RER                                                                                            | 1976–1994                   | |
| 078 000     | Champigneulles–Houdemont-vasútvonal                     |         | 17,1           | Champigneulles – Houdemont                                                                                                 | 1881                        | 1988–1998                                                                                              |
| 081 000     | Châlons-en-Champagne–Reims-vasútvonal                   |         | 56,6           | Châlons-en-Champagne – Reims-Cérès                                                                                         |                             | |
| 082 000     | Reims–Laon-vasútvonal                                   |         | 51,9           | Reims – Laon | 1857                        | |
| 085 000     | Saint-Hilaire-au-Temple–Hagondange-vasútvonal           |         | 1760           | Saint-Hilaire-au-Temple – Sainte-Menehould – Verdun – Conflans-Jarny – Hagondange                                          | 1867–1925                   | |
| 086 000     | Conflans-Jarny–Metz-vasútvonal                          |         |                | Conflans-Jarny – Metz |                             | |
| 088 000     | Lérouville–Pont-Maugis-vasútvonal                       |         | 143,3          | Lérouville – Verdun – Pont-Maugis                                                                                          | 1873–1876                   | 1959 (Personenverkehr)                                                                                 |
| 089 000     | Lérouville–Metz-vasútvonal                              |         | 650            | Lérouville – Onville – Pagny-sur-Moselle – Novéant – Metz                                                                  | 1877–1932                   | |
| 090 000     | Frouard–Novéant-vasútvonal                              |         | 340            | Frouard – Pagny-sur-Moselle – Novéant                                                                                      | 1850                        | |
| 091 000     | Dieulouard–Remilly-vasútvonal                           |         |                | Dieulouard – Remilly |                             | |
| 095 000     | Longuyon–Pagny-sur-Moselle-vasútvonal                   |         | 73,6           | Longuyon – Conflans-Jarny – Pagny-sur-Moselle                                                                              | 1877                        | |
| 096 000     | Pompey–Nomeny-vasútvonal                                |         | 220            | Pompey – Montenoy – Nomeny                                                                                                 | 1882                        | 1982                                                                                                   |
| 097 000     | Champigneulles–Sarralbe-vasútvonal                      |         | 82,5           | Champigneulles – Château-Salins – Bénestroff – Sarralbe                                                                    | 1872–1873                   | 1970                                                                                                   |
| 098 000     | Burthécourt–Vic-sur-Seille-vasútvonal                   |         | 3,1            | Burthécourt – Vic-sur-Seille                                                                                               |                             | |
| 099 000     | Metz–Château-Salins-vasútvonal                          |         | 580            | Metz-Ville – Château-Salins                                                                                                | 1904                        | 1972                                                                                                   |
| 100 000     | Nouvel-Avricourt–Bénestroff-vasútvonal                  |         |                | |                             | |
| 106 000     | Sarrebourg–Abreschviller-vasútvonal                     |         | 16,3           | Sarrebourg – La Forge – Abreschviller                                                                                      | 1892                        | 1991                                                                                                   |
| 107 000     | La Forge–Vallérysthal-Troisfontaines-vasútvonal         |         | 9,4            | La Forge – Vallérysthal-Troisfontaines                                                                                     | 1892                        | 1989                                                                                                   |
| 110 000     | Strasbourg–Saint-Dié-vasútvonal                         | 124     | 86,5           | Strasbourg – Molsheim – Saales – Saint-Dié-des-Vosges                                                                      | 1864–1928                   | |
| 111 000     | Sélestat–Saverne-vasútvonal                             | 108 124 | 64,8           | Sélestat – Barr – Obernai – Molsheim – Wasselonne – Saverne                                                                | 1864–1877                   | 1993 (Molsheim – Saverne)                                                                              |
| 115 000     | Strasbourg–Bázel-vasútvonal                             | 190     | 1420           | Strasbourg – Sélestat – Colmar – Mulhouse – Bázel                                                                          | 1840–1844                   | |
| 116 000     | Sélestat–Lesseux-Frapelle-vasútvonal                    | 123     | 11,3           | Sélestat – Sainte-Marie-aux-Mines – Lesseux-Frapelle                                                                       | 1864–1937                   | 1973 (La Vancelle – Lesseux-Frapelle)                                                                  |
| 117 000     | Val-de-Villé–Villé-vasútvonal                           |         |                | |                             | |
| 118 000     | Sélestat–Sundhouse-vasútvonal                           |         |                | |                             | |
| 119 000     | Colmar–Metzeral-vasútvonal                              | 191     | 24,6           | Colmar – Wintzenheim – Turckheim – Munster – Metzeral                                                                      | 1868–1893                   | |
| 120 000     | Colmar–Neuf-Brisach-vasútvonal                          |         | 170            | Colmar – Neuf-Brisach | 1878                        | |
| 121 000     | Colmar–Bollwiller-vasútvonal                            |         | 310            | Colmar – Bollwiller | 1901                        | 1996                                                                                                   |
| 122 000     | Bollwiller–Lautenbach-vasútvonal                        |         | 13,1           | Bollwiller – Lautenbach | 1870–1884                   | 1969–1992                                                                                              |
| 123 000     | Neuf-Brisach–Bantzenheim-vasútvonal                     |         | 25,1           | Neuf-Brisach – Bantzenheim                                                                                                 | 1878                        | 1990 (Volgelsheim – Fessenheim)                                                                        |
| 124 000     | Mulhouse–Chalampé-vasútvonal                            |         | 17,5           | Mulhouse – Bantzenheim – Chalampé                                                                                          | 1878                        | |
| 125 000     | Güterumfahrung Mulhouse                                 |         | 10,7           | |                             | |
| 128 000     | Saint-Maurice–Wesserling-vasútvonal                     |         |                | Saint-Maurice – Wesserling                                                                                                 | unvollendet                 | |
| 129 000     | Colmar–Marckolsheim-vasútvonal                          |         |                | Colmar – Marckolsheim |                             | |
| 130 000     | Lutterbach–Kruth-vasútvonal                             | 195     | 320            | Lutterbach – Cernay – Thann – Bitschwiller-lès-Thann – Saint-Amarin – Husseren-Wesserling – Fellering – Oderen – Kruth     | 1839–1905                   | |
| 131 000     | Cernay–Sewen-vasútvonal                                 |         | 27,5           | Cernay – Sewen | 1869–1901                   | 1967–1973                                                                                              |
| 133 000     | Dannemarie–Pfetterhouse-vasútvonal                      |         | 20,1           | Dannemarie – Pfetterhouse                                                                                                  | 1910                        | 1946–1970                                                                                              |
| 134 000     | Altkirch–Ferrette-vasútvonal                            |         | 240            | Altkirch – Hirsingue – Ferrette                                                                                            | 1892                        | 1968 (Hirsingue – Ferrette) 1991 (Altkirch – Hirsingue)                                                |
| 135 000     | Waldighoffen–Saint-Louis-la-Chaussée-vasútvonal         |         | 22,5           | Waldighoffen – Blotzheim – St-Louis-La Chaussée                                                                            | 1915                        | 1955–1992                                                                                              |
| 136 000     | Saint-Louis–Huningue-vasútvonal                         |         |                | Saint-Louis – Huningue |                             | |
| 137 000     | Logelbach–Lapoutroie-vasútvonal                         |         |                | Logelbach – Lapoutroie |                             | |
| 138 000     | Graffenstaden–Hausbergen-vasútvonal                     |         |                | Graffenstaden – Hausbergen                                                                                                 |                             | |
| 140 000     | Réding–Metz-Ville-vasútvonal                            | 150     | 880            | Réding – Bénestroff – Rémilly – Metz                                                                                       | 1851–1867                   | |
| 141 000     | Graffenstaden–Strasbourg-Neudorf-vasútvonal             |         |                | Graffenstaden – Straßburg-Neudorf                                                                                          |                             | |
| 142 000     | Appenweier–Strasbourg-vasútvonal                        | 104     | 220            | Appenweier – Kehl – Strasbourg                                                                                             | 1861                        | |
| 143 000     | Gleise des Port-du-Rhin                                 |         |                | |                             | |
| 145 000     | Wörth–Strasbourg-vasútvonal                             | 105     | 570            | Strasbourg – Herrlisheim – Lauterbourg                                                                                     | 1876                        | |
| 146 000     | Vendenheim–Wissembourg-vasútvonal                       |         | 580            | Strasbourg – Haguenau – Wissembourg                                                                                        | 1855                        | |
| 150 000     | Haguenau–Roeschwoog-vasútvonal                          |         | 28,8           | Haguenau – Roeschwoog – Rastatt (Rheinbahn)                                                                                |                             | |
| 151 000     | Lauterbourg–Lauterbourg-Port-du-Rhin-vasútvonal         |         |                | Lauterbourg – Lauterbourg-Port-du-Rhin                                                                                     |                             | |
| 152 000     | Lauterbourg–Wissembourg-vasútvonal                      |         | 20,8           | Lauterbourg – Wissembourg                                                                                                  | 1900                        | 1954–1970                                                                                              |
| 153 000     | Mertzwiller–Seltz-vasútvonal                            |         |                | Mertzwiller – Seltz |                             | |
| 154 000     | Walbourg–Lembach-vasútvonal                             |         |                | Walbourg – Lembach |                             | |
| 157 000     | Lutzelbourg–Drulingen-vasútvonal                        |         |                | Lutzelbourg – Maisons-Rouges – Drulingen                                                                                   |                             | |
| 158 000     | Phalsbourg–Maisons-Rouges-vasútvonal                    |         |                | Phalsbourg – Maisons-Rouges                                                                                                |                             | |
| 159 000     | Haguenau–Falck-Hargarten-vasútvonal                     |         | 125,7          | Haguenau – Niederbronn – Bitche – Sarreguemines – Bening – Falck-Hargarten                                                 | 1864–1869                   | (Bitche – Niederbronn)                                                                                 |
| 160 000     | Steinbourg–Schweighouse-sur-Moder-vasútvonal            | 107     | 33,5           | Steinbourg – Schweighouse-sur-Moder                                                                                        |                             | |
| 161 000     | Mommenheim–Sarreguemines-vasútvonal                     |         | 740            | Mommenheim – Sarreguemines                                                                                                 | 1895                        | |
| 162 000     | Bouxwiller–Ingwiller-vasútvonal                         |         | 6,6            | Bouxwiller – Ingwiller | 1889                        | 1954                                                                                                   |
| 163 000     | Saarbrücken–Sarreguemines-vasútvonal                    |         | 10             | Saarbrücken – Sarreguemines                                                                                                | 1870                        | |
| 164 000     | Ingwiller–La Petite-Pierre-vasútvonal                   |         |                | Ingwiller – La Petite-Pierre                                                                                               |                             | |
| 166 000     | Wingen–St-Louis-lès-Bitche-vasútvonal                   |         |                | Wingen – St-Louis-lès-Bitche                                                                                               |                             | |
| 167 000     | Réding–Diemeringen-vasútvonal                           |         |                | Réding – Diemeringen |                             | |
| 168 000     | Berthelming–Sarreguemines-vasútvonal                    |         |                | Berthelming – Sarreguemines                                                                                                |                             | |
| 169 000     | Kalhausen–Sarralbe-vasútvonal                           |         |                | Kalhausen – Sarralbe |                             | |
| 170 000     | Sarreguemines–Bliesbrück-vasútvonal                     |         | 11,7           | Sarreguemines – Bliesbrück                                                                                                 | 1879                        | 1954                                                                                                   |
| 172 000     | Rémilly–Stiring-Wendel-vasútvonal                       | 151     | 560            | Rémilly – Saint-Avold – Forbach – Saarbrücken                                                                              | 1851–1852                   | |
| 173 000     | Courcelles-s/Nied–Téterchen-vasútvonal                  |         | 350            | Courcelles-sur-Nied – Téterchen                                                                                            | 1873–1876                   | 1944                                                                                                   |
| 174 000     | Metz–Anzeling-vasútvonal Anzeling–Völklingen-vasútvonal | 267c    | 55,2           | Metz – Anzeling – Hargarten-Falck – Völklingen                                                                             | 1908                        | 1944                                                                                                   |
| 175 000     | Bettelainville–Waldwisse-vasútvonal                     |         | 300            | Bettelainville – Waldwisse                                                                                                 | 1917                        | 1944                                                                                                   |
| 176 000     | Bouzonville–Guerstling-Grenze-vasútvonal                |         | 7,7            | Bouzonville – Guerstling                                                                                                   | 1901                        | |
| 177 000     | Thionville–Anzeling-vasútvonal                          |         | 29,6           | Thionville – Anzeling |                             | |
| 178 000     | Thionville–Apach-vasútvonal                             | 152     | 220            | Thionville – Apach | 1878                        | |
| 180 000     | Metz-Ville–Zoufftgen(Luxemburg)-vasútvonal              |         | 550            | Metz-Ville – Zoufftgen | 1854–1859                   | |
| 186 000     | Bettembourg–Audun-le-Tiche-vasútvonal                   |         |                | Bettembourg – Audun-le-Tiche                                                                                               |                             | |
| 190 000     | Hettange-Grande–Entrange-vasútvonal                     |         |                | Hettange-Grande–Entrange                                                                                                   |                             | |
| 192 000     | Güterumfahrung Metz                                     |         |                | Metz-Sablon – Woippy |                             | |
| 194 000     | Knutange-Nilvange–Algrange-Rochonvilliers-vasútvonal    |         |                | Knutange-Nilvange – Algrange-Rochonvilliers                                                                                |                             | |
| 195 000     | Fontoy–Audun-le-Tiche-vasútvonal                        |         | 220            | Fontoy – Audun-le-Tiche | 1899–1904                   | |
| 196 000     | Audun-le-Tiche–Hussigny-Godbrange-vasútvonal            |         | 8,8            | Audun-le-Tiche – Hussigny-Godbrange                                                                                        | 1881–1923                   | 1966–1982                                                                                              |
| 197 000     | Boulange–Rumelange-vasútvonal                           |         |                | Boulange – Rumelange |                             | |

## Region Nord
Stand: 2013
| Útvonalszám | Vasútvonal                                            | KBS     | Hossz (km-ben) | Útvonal                                                                                       | Megnyitás éve | Bezárás éve                                                            |
| ----------- | ----------------------------------------------------- | ------- | -------------- | --------------------------------------------------------------------------------------------- | ------------- | ---------------------------------------------------------------------- |
| 200 000     | Vireux-Molhain–Mariembourg-vasútvonal                 |         |                | Vireux-Molhain – Mariembourg (Belgien)                                                        |               |                                                                        |
| 201 000     | Montmédy–Ecouviez-vasútvonal                          |         |                | Montmédy – Ecouviez (Belgien)                                                                 |               |                                                                        |
| 202 000     | Longuyon–Mont-Saint-Martin-vasútvonal                 |         | 18,6           | Longuyon – Longwy – Mont-Saint-Martin                                                         | 1863–1869     |                                                                        |
| 203 000     | Longwy–Villerupt-Micheville-vasútvonal                |         | 17,3           | Longwy – Hussigny-Godbrange – Villerupt-Micheville                                            | 1878          | 1978                                                                   |
| 204 000     | Mohon–Thionville-vasútvonal                           |         | 1370           | (Charleville-Mézières) – Mohon – Sedan – Montmédy – Longuyon – Thionville                     | 1858–1863     |                                                                        |
| 205 000     | Soissons–Givet-vasútvonal                             |         | 209,2          | Soissons – Reims – Rethel – Charleville-Mézières – Givet                                      | 1858–1863     |                                                                        |
| 207 000     | Bazancourt–Challerange-vasútvonal                     |         | 52,4           | Bazancourt – Dontrien – Challerange                                                           | 1872–1886     | 1989 (Dontrien – Challerange)                                          |
| 208 000     | Challerange–Apremont-sur-Aire-vasútvonal              |         | 300            | Challerange – Apremont-sur-Aire                                                               |               |                                                                        |
| 209 000     | Givet–Morialmé-vasútvonal                             |         |                | Givet – Morialmé                                                                              |               |                                                                        |
| 210 000     | Amagne-Lucquy–Revigny-vasútvonal                      |         | 1080           | Amagne-Lucquy – Challerange – Revigny                                                         | 1873          |                                                                        |
| 212 000     | Hirson–Amagne-Lucquy-vasútvonal                       |         | 61,7           | Hirson – Liart – Amagne-Lucquy                                                                | 1885          |                                                                        |
| 213 000     | Marcq-Saint-Juvin–Baroncourt-vasútvonal               |         | 600            | Dun-Dulcon – Damvillers-Peuvillers                                                            | 1930          | 1944                                                                   |
| 214 000     | Carignan–Messempré-vasútvonal                         |         |                | Carignan – Messempré                                                                          |               |                                                                        |
| 215 000     | Vrigne-sur-Meuse–Vrigne-aux-Bois-vasútvonal           |         |                | Vrigne-sur-Meuse – Vrigne-aux-Bois                                                            |               |                                                                        |
| 216 000     | Fretin–Fréthun (LGV)-vasútvonal                       | 222 250 | 1120           | Lille-Europe – Calais-Fréthun                                                                 | 1993          |                                                                        |
| 218 000     | Baroncourt–Audun-le-Roman-vasútvonal                  |         |                | Baroncourt – Audun-le-Roman                                                                   | 1907          |                                                                        |
| 219 000     | Audun-le-Tiche–Audun-le-Tiche-Villerupt-vasútvonal    |         |                | Audun-le-Tiche – Audun-le-Tiche-Villerupt                                                     |               |                                                                        |
| 220 000     | Valleroy-Moineville–Villerupt-Micheville-vasútvonal   |         |                | Valleroy-Moineville – Audun-le-Roman – Villerupt-Micheville                                   |               |                                                                        |
| 221 000     | Tournes–Auvillers-vasútvonal                          |         | 20,9           | Tournes – Auvillers                                                                           | 1884          | 1958                                                                   |
| 222 000     | Liart–Tournes-vasútvonal                              |         | 240            | Liart – Tournes                                                                               | 1906          |                                                                        |
| 223 000     | Charleville-Mézières–Hirson-vasútvonal                |         | 550            | Charleville-Mézières – Tournes – Auvillers – Hirson                                           | 1869          | 1989                                                                   |
| 224 000     | Monthermé-Château-Regnault-Bogny–Phades-vasútvonal    |         |                | Monthermé-Château-Regnault-Bogny – Phades                                                     |               |                                                                        |
| 225 000     | Remilly-Aillicourt–Raucourt-vasútvonal                |         |                | Remilly-Aillicourt – Raucourt                                                                 |               |                                                                        |
| 226 000     | Gonesse–Lille-Frontière (LGV Nord)-vasútvonal         | 222 250 | 2090           | Párizs – TGV Haute-Picardie – Lille-Frontière                                                 | 1993–1996     |                                                                        |
| 226 306     | Racc. de Croissilles–Arras-Sud-vasútvonal             |         |                | (LGV Nord) Racc. de Croissilles – Arras-Sud                                                   | 1993          |                                                                        |
| 226 310     | Vemars–Crisenoy (LGV Interconnexion Est)-vasútvonal   |         | 570            | (LGV Nord) Vemars – Aéroport Charles de Gaulle – Marne la Vallée-Chessy – Crisenoy            | 1994          |                                                                        |
| 227 000     | Ormoy-Villers–Mareuil-sur-Ourcq-vasútvonal            |         | 21,5           | Ormoy-Villers – Mareuil-sur-Ourcq                                                             | 1894          | 2005                                                                   |
| 228 000     | Laon–Liart-vasútvonal                                 |         | 59,9           | Laon – Montcornet – Liart                                                                     | 1893          | 1975–1996 (Montcornet – Liart)                                         |
| 229 000     | La Plaine–Hirson-vasútvonal                           | 269 270 | 2070           | La Plaine – Aulnay-sous-Bois – Crépy-en-Valois – Villers-Cotterêts – Soissons – Laon – Hirson | 1860–1870     |                                                                        |
| 230 000     | Aulnay-sous-Bois–Verberie-vasútvonal                  |         | 660            | Aulnay-sous-Bois – Senlis – Verberie                                                          | 1922          |                                                                        |
| 231 000     | Chantilly-Gouvieux–Crépy-en-Valois-vasútvonal         |         | 330            | Chantilly – Senlis – Crépy-en-Valois                                                          | 1862–1870     | 1971–1992                                                              |
| 232 000     | Ormoy-Villers–Boves-vasútvonal                        |         | 97,7           | Ormoy-Villers – Estrées-Saint-Denis – Montdidier – Boves                                      | 1882          |                                                                        |
| 233 000     | Rethondes–La Ferté-Milon-vasútvonal                   |         | 43,8           | Rethondes – Villers-Cotterets – La Ferté-Milon                                                | 1884–1885     | 1954–1970 (Rethondes – La Ferté-Milon)                                 |
| 234 000     | Anizy-Pinon–Chauny-vasútvonal                         |         | 24,9           | Anizy-Pinon – Chauny                                                                          | 1882          | 1954–1995 (Anizy-Pinon – Chauny-Usines)                                |
| 236 000     | Laon–Le Cateau-vasútvonal                             |         | 76,8           | Laon – Flavigny-le-Grand – Le Cateau                                                          |               | (Sains-Richaumont – Le Cateau)                                         |
| 237 000     | Flavigny-le-Grand–Ohis-Neuve-Maison-vasútvonal        |         |                |                                                                                               |               |                                                                        |
| 238 000     | Busigny–Hirson-vasútvonal                             |         | 560            | Busigny – Wassigny – Hirson                                                                   | 1885          | 1991                                                                   |
| 239 000     | Avesnes–Sars-Poteries-vasútvonal                      |         | 150            | Avesnes – Sars-Poteries                                                                       | 1901          | 1941–1953                                                              |
| 240 000     | Maubeuge–Fourmies-vasútvonal                          |         | 410            | Maubeuge – Sars-Poteries – Fourmies                                                           | 1885          | 1969 (Ferrière-la-Grande – Glageon)                                    |
| 241 000     | Ferrière-la-Grande–Cousolre-vasútvonal                |         | 110            | Ferrière-la-Grande – Cousolre                                                                 |               |                                                                        |
| 242 000     | Creil–Jeumont-vasútvonal                              |         | 1870           | Creil – Compiègne – Chauny – Saint-Quentin – Busigny – Aulnoye-Aymeries – Maubeuge – Jeumont  | 1847–1855     |                                                                        |
| 242 626     | Saint-Quentin–Origny-Sainte-Benoite-vasútvonal        |         |                | Saint-Quentin – Origny-Sainte-Benoite                                                         |               |                                                                        |
| 247 000     | Hautmont–Feignies-vasútvonal                          |         | 100            | Hautmont – Feignies                                                                           |               |                                                                        |
| 248 000     | Compiègne–Roye-Faubourg-Saint-Gilles-vasútvonal       |         | 33,7           | Compiègne – Ressons-sur-Matz – Roye-sur-Matz – Roye                                           | 1881          | 1975 (Roye-sur-Matz – Roye-Faubourg-Saint-Gilles)                      |
| 249 000     | Marcoing–Masnières-vasútvonal                         |         | 2,4            | Marcoing – Masnières                                                                          |               | 1994                                                                   |
| 250 000     | Busigny–Somain-vasútvonal                             |         | 50,8           | Busigny – Cambrai – Somain                                                                    | 1858          |                                                                        |
| 251 000     | Escaudœuvres–Gussignies-vasútvonal                    |         | 550            | Escaudœuvres – Solesmes – Le Quesnoy – Gussignies                                             |               |                                                                        |
| 252 000     | Prouvy-Thiant–Le Cateau-vasútvonal                    |         | 310            | Prouvy-Thiant – Le Cateau                                                                     | 1884          |                                                                        |
| 253 000     | Valenciennes-Faubourg-de-Párizs–Hautmont-vasútvonal   |         | 33,1           | Valenciennes-Faubourg-de-Párizs – Bavay – Hautmont                                            |               | (Bavay – Valenciennes-Faubourg-de-Párizs)                              |
| 254 000     | Lourches–Valenciennes-vasútvonal                      |         | 190            | Lourches – Denain – Prouvy-Thiant – Valenciennes                                              |               |                                                                        |
| 255 000     | Saint-Amand-les-Eaux–Blanc-Misseron-vasútvonal        |         | 230            | Saint-Amand-les-Eaux – Fresnes-sur-Escaut – Blanc-Misseron                                    | 1875          |                                                                        |
| 256 000     | Denain–Saint-Amand-les-Eaux-vasútvonal                |         | 200            | Denain – Wallers – Saint-Amand-les-Eaux                                                       |               |                                                                        |
| 257 000     | Saint-Armand-les-Eaux–Maulde-Mortagne-vasútvonal      |         | 7,8            | Saint-Amand-les-Eaux – Lecelles – Maulde-Mortagne                                             | 1880–1881     |                                                                        |
| 258 000     | Aubigny-au-Bac–Somain-vasútvonal                      |         | 14,6           | Aubigny-au-Bac – Villers-au-Tertre – Monchecourt – Aniche – Somain                            | 1882          | 1991 (Aubigny-au-Bac – Aniche)                                         |
| 259 000     | Saint-Just-en-Chaussée–Douai-vasútvonal               |         | 144            | Saint-Just-en-Chaussée – Montdidier – Péronne – Cambrai – Douai                               |               | (Saint-Just-en-Chaussée – Roye-Faubourg-Saint-Gilles) (Roisel – Épehy) |
| 261 000     | Amiens–Laon-vasútvonal                                |         | 1070           | Amiens – Chaulnes – Tergnier – Laon                                                           | 1857–1867     |                                                                        |
| 262 000     | Douai–Blanc-Misseron-vasútvonal                       |         | 360            | Douai – Somain – Valenciennes – Blanc-Misseron                                                |               |                                                                        |
| 264 000     | Pont-de-la-Deûle–Bachy-Mouchin-vasútvonal             |         | 260            | Pont-de-la-Deûle – Bachy-Mouchin                                                              |               | 1960 (Nomain-Ouvignies – Bachy-Mouchin)                                |
| 265 000     | Templeuve–Don-Sainghin-vasútvonal                     |         | 28,1           | Templeuve – Don-Sainghin                                                                      |               | (Templeuve – Don-Sainghin)                                             |
| 265 029     | Seclin–Seclin-Annexe-vasútvonal                       |         | 1,2            | Seclin – Seclin-Annexe                                                                        |               | 1988                                                                   |
| 267 000     | Fives–Hirson-vasútvonal                               |         | 1230           | Fives – Orchies – Saint-Amand-les-Eaux – Valenciennes – Aulnoye-Aymeries – Hirson             | 1869–1872     |                                                                        |
| 268 000     | Somain–Halluin-vasútvonal                             |         | 570            | Somain – Orchies – Roubaix-Wattrelos                                                          | 1876–1879     |                                                                        |
| 269 000     | Fives–Baisieux-vasútvonal                             |         | 14,6           | Fives – Baisieux                                                                              |               |                                                                        |
| 271 000     | Roubaix-Wattrelos–Wattrelos-vasútvonal                |         | 3,6            | Roubaix-Wattrelos – Wattrelos                                                                 |               | (Roubaix-Wattrelos – Wattrelos)                                        |
| 272 000     | Párizs–Lille-vasútvonal                               | 200     | 2510           | Párizs – Chantilly – Creil – Longueau – Arras – Douai – Lille                                 | 1846–1859     |                                                                        |
| 278 000     | Fives–Mouscron-vasútvonal                             |         | 14,6           | Fives – Lille – Roubaix – Tourcoing – Mouscron                                                | 1842–1843     |                                                                        |
| 281 000     | Lens–Corbehem-vasútvonal                              |         | 19,3           | Lens – Corbehem                                                                               | 1910          | 1989–1994                                                              |
| 284 000     | Lens–Ostricourt-vasútvonal                            |         | 160            | Lens – Billy-Montigny – Hénin-Beaumont – Ostricourt                                           | 1859          |                                                                        |
| 285 000     | Hénin-Beaumont–Bauvin-Provin-vasútvonal               |         | 15,1           | Hénin-Beaumont – Bauvin-Provin                                                                | 1879          | 1960–1970                                                              |
| 286 000     | Lens–Don-Sainghin-vasútvonal                          |         | 180            | Lens – Don-Sainghin                                                                           |               |                                                                        |
| 288 000     | Bully-Grenay–La Bassée-Violaines-vasútvonal           |         | 90             | Bully-Grenay – La Bassée-Violaines                                                            | 1862          |                                                                        |
| 289 000     | Lille–Abbeville-vasútvonal                            |         | 134,5          | Lille – Béthune – St-Pol-sur-Ternoise – Abbeville                                             |               | 1994 (St-Pol-sur-Ternoise – Abbeville)                                 |
| 292 000     | Haubourdin–Saint-André-vasútvonal                     |         | 19,6           | Haubourdin – Saint-André                                                                      |               |                                                                        |
| 293 000     | Wavrin–Armentières-vasútvonal                         |         |                | Wavrin – Ennetières-en-Weppes – Armentières                                                   |               | (Wavrin – Ennetières-en-Weppes)                                        |
| 294 000     | Armentières–Arques-vasútvonal                         |         | 55,5           | Armentières – Isbergues – Arques                                                              |               | 1972–1994 (Merville – Isbergues, Aire-sur-la-Lys – Wardrecques)        |
| 295 000     | Lille–Les Fontinettes-vasútvonal                      | 209     | 1050           | Lille – Armentières – Hazebrouck – Saint-Omer – Calais                                        | 1848          |                                                                        |
| 296 000     | La Madeleine–Comines-France-vasútvonal                |         | 20,5           | La Madeleine – Comines-France                                                                 | 1876          | (Comines-Belgique – Comines-France)                                    |
| 298 000     | Armentières–Houplines-vasútvonal                      |         | 2,9            | Armentières – Houplines (Belgische Grenze)                                                    |               | 1991                                                                   |
| 299 000     | Hazebrouck–Boeschepe-vasútvonal                       |         | 14,8           | Hazebrouck – Boeschepe (Belgische Grenze)                                                     | 1870          | 1972–1991                                                              |
| 300 000     | Dunkerque-Locale–Bray-Dunes-vasútvonal                |         | 130            | Dunkerque – Rosendaël – Leffrinckoucke – Zuydcoote – Bray-Dunes                               | 1870          |                                                                        |
| 301 000     | Arras–Dunkerque-vasútvonal                            |         | 1130           | Arras – Lens – Béthune – Hazebrouck – Dunkerque                                               | 1848–1861     |                                                                        |
| 303 000     | Watten-Éperlecques–Bourbourg-vasútvonal               |         |                | Watten-Éperlecques – Bourbourg                                                                |               |                                                                        |
| 304 000     | Coudekerque-Branche–Les Fontinettes-vasútvonal        |         | 41,2           | Coudekerque-Branche – Bourbourg – Calais                                                      | 1876          |                                                                        |
| 305 000     | Saint-Roch–Frévent-vasútvonal                         |         | 61,6           | Saint-Roch – Frévent                                                                          |               |                                                                        |
| 306 000     | Doullens–Arras-vasútvonal                             |         | 35,3           | Doullens – Achicourt – Arras                                                                  |               | (Doullens – Achicourt)                                                 |
| 307 000     | Arras–Saint-Pol-sur-Ternoise-vasútvonal               |         | 340            | Arras – Saint-Pol-sur-Ternoise                                                                |               |                                                                        |
| 308 000     | Saint-Pol-sur-Ternoise–Étaples-vasútvonal             |         | 61,4           | Saint-Pol-sur-Ternoise – Hesdin – Étaples                                                     |               |                                                                        |
| 309 000     | Bully-Grenay–Brias-vasútvonal                         |         | 30,9           | Bully-Grenay – Brias                                                                          |               |                                                                        |
| 310 000     | Saint-Omer–Hesdigneul-vasútvonal                      |         | 560            | Saint-Omer – Hesdigneul                                                                       | 1874          | 1959–1968                                                              |
| 311 000     | Longueau–Boulogne-vasútvonal                          | 200     | 1470           | Longueau – Amiens – Abbeville – Le Touquet – Boulogne-sur-Mer                                 | 1846–1867     |                                                                        |
| 314 000     | Boulogne–Calais-vasútvonal                            | 200     | 410            | Boulogne – Calais                                                                             | 1846–1867     |                                                                        |
| 315 000     | Montsoult-Maffliers–Luzarches-vasútvonal              |         | 11,1           | Montsoult-Maffliers – Luzarches                                                               | 1880          |                                                                        |
| 316 000     | Creil–Beauvais-vasútvonal                             |         | 370            | Creil – Beauvais                                                                              | 1857          |                                                                        |
| 317 000     | Rochy-Condé–Soissons-vasútvonal                       |         | 95,2           | Rochy-Condé – Clermont-de-l'Oise – Estrées-Saint-Denis – Compiègne – Soissons                 | 1870          | 1972–2002                                                              |
| 318 000     | La Rue-Saint-Pierre–Saint-Just-en-Chaussée-vasútvonal |         | 170            | La Rue-Saint-Pierre – Saint-Just-en-Chaussée                                                  | 1876          | 1954–1973                                                              |
| 319 000     | Breteuil-Embranchement–Breteuil-Ville-vasútvonal      |         | 6,7            | Breteuil-Embranchement – Breteuil-Ville                                                       | 1875          |                                                                        |
| 320 000     | Saint-Omer-en-Chaussée–Vers-vasútvonal                |         | 42,4           | Saint-Omer-en-Chaussée – Crèvecœur-le-Grand – Vers                                            | 1874–1876     | 1969–1990                                                              |
| 321 000     | Saint-Roch–Darnétal-vasútvonal                        |         | 1390           | Saint-Roch – Darnétal                                                                         | 1867          |                                                                        |
| 322 000     | Canaples–Longroy-Gamaches-vasútvonal                  |         | 570            | Canaples – Longpré-les-Corps-Saints – Longroy-Gamaches                                        | 1872–1874     | 1989–2003                                                              |
| 323 000     | Abbeville–Eu-vasútvonal                               |         | 340            | Abbeville – Eu                                                                                | 1882          |                                                                        |
| 324 000     | Noyelles–Saint-Valery-Canal-vasútvonal                |         | 5,6            | Noyelles – Saint-Valery-Canal                                                                 | 1856          |                                                                        |
| 325 000     | Épinay-Villetaneuse–Le Tréport-Mers-vasútvonal        |         | 1730           | Épinay-Villetaneuse – Persan – Beauvais – Abancourt – Le Tréport-Mers                         | 1872–1877     |                                                                        |
| 326 000     | Neuville–Cergy-le-Haut-vasútvonal                     |         | 120            | Neuville-Université – Cergy-le-Haut                                                           | 1979–1994     |                                                                        |
| 328 000     | Ermont–Valmondois-vasútvonal                          |         | 150            | Ermont-Eaubonne – Saint-Leu-la-Forêt – Taverny – Valmondois                                   | 1876          |                                                                        |
| 329 000     | Pierrelaye–Creil-vasútvonal                           |         | 400            | Pierrelaye – Valmondois – Persan – Beaumont-sur-Oise – Creil                                  | 1846          |                                                                        |
| 330 000     | Saint-Denis–Dieppe-vasútvonal                         |         | 161            | Saint-Denis – Pontoise – Gisors – Serqueux – Dieppe                                           | 1846–1873     | 1990 (Serqueux – Arques-la-Bataille)                                   |
| 332 000     | Beauvais–Gisors-vasútvonal                            |         | 31,8           | Beauvais – Gisors                                                                             | 1875          | 1954–2013                                                              |
| 333 000     | Goincourt–Gournay-Ferrières-vasútvonal                |         | 20,1           | Goincourt – Gournay-Ferrières                                                                 | 1870          | 2010–2013                                                              |

## Region Ouest
Stand: 2011
| Útvonalszám | Vasútvonal                                               | KBS           | Hossz (km-ben) | Útvonal | Megnyitás éve | Bezárás éve                                |
| ----------- | -------------------------------------------------------- | ------------- | -------------- | --- | ------------- | ------------------------------------------ |
| 340 000     | Párizs–Le Havre-vasútvonal                               | 303           | 2280           | Párizs – Mantes-la-Jolie – Rouen – Le Havre                                                                   | 1843–1847     |                                            |
| 366 000     | Mantes-la-Jolie–Cherbourg-vasútvonal                     | 320           | 3130           | Mantes-la-Jolie – Évreux – Lisieux – Caen – Bayeux – Carentan – Valognes – Cherbourg-Octeville                | 1855–1858     |                                            |
| 377 000     | Pont-l’Évêque–Honfleur-vasútvonal                        |               | 250            | Pont-l’Évêque – Quetteville – Honfleur                                                                        | 1862          | 1971 (Pont-l’Évêque – Quetteville)         |
| 379 000     | Mézidon–Trouville-Deauville-vasútvonal                   |               | 73,50          | Mézidon-Canon – Dozulé – Dives-sur-Mer – Cabourg – Trouville-sur-Mer – Deauville                              | 1879–1884     | 1975 (Mézidon-Canon – Dives – Cabourg)     |
| 380 000     | Caen–Dozulé-Putot-vasútvonal                             |               | 230            | Caen – Dozulé                                                                                                 | 1881          | 1944                                       |
| 381 000     | Neuilly-la-Forêt–Isigny-sur-Mer-vasútvonal               |               | 50             | Neuilly-la-Forêt – Isigny-sur-Mer                                                                             | 1881          | 1955                                       |
| 383 300     | Raccordement maritime de Caen                            |               |                | |               |                                            |
| 390 000     | Lisieux–Trouville-Deauville-vasútvonal                   |               | 300            | Lisieux – Pont-l’Évêque – Trouville-sur-Mer – Deauville                                                       | 1858–1863     |                                            |
| 395 000     | Saint-Cyr–Surdon-vasútvonal                              |               | 1600           | Saint-Cyr – Dreux – Surdon                                                                                    | 1858–1867     |                                            |
| 396 000     | Plaisir-Grignon–Épône-Mézières-vasútvonal                |               | 200            | Plaisir-Grignon – Épône-Mézières                                                                              | 1900          |                                            |
| 401 000     | La Trinité-de-Réville–Lisieux-vasútvonal                 |               | 18,70          | Lisieux – Orbec – La Trinité-de-Réville                                                                       | 1873–1882     | 1966                                       |
| 402 000     | Sainte-Gauburge–Mesnil-Mauger-vasútvonal                 |               | 620            | Sainte-Gauburge – Gacé – Vimoutiers – Livarot – Mesnil-Mauger                                                 | 1880–1881     | 1960–1991                                  |
| 405 000     | Argentan–Granville-vasútvonal                            |               | 1310           | Argentan – Flers – Vire – Granville                                                                           | 1866–1870     |                                            |
| 408 000     | LGV Bretagne-Pays de la Loire (LGV BPL)                  |               | 1820           | Le Mans – Laval – Rennes                                                                                      | 2016          |                                            |
| 410 000     | Coulibœuf–Falaise-vasútvonal                             |               |                | |               |                                            |
| 411 000     | Falaise–Berjou-vasútvonal                                |               | 290            | Falaise – Berjou                                                                                              | 1874          | 1938–1969                                  |
| 412 000     | Caen–Cerisy-Belle-Étoile-vasútvonal                      |               | 650            | Caen – Condé-sur-Noireau – Cerisy-Belle-Étoile                                                                | 1868–1873     | 1970–1979                                  |
| 413 000     | Caen–Vire-vasútvonal                                     |               | 720            | Caen – Vire                                                                                                   | 1886–1891     | 1938–1972                                  |
| 414 000     | Saint-Lô–Guilberville-vasútvonal                         |               |                | Saint-Lô – Guilberville                                                                                       | 1892          |                                            |
| 415 000     | Lison–Lamballe-vasútvonal                                |               | 205,7          | Lison – Saint-Lô – Lamballe                                                                                   | 1860–1879     |                                            |
| 416 000     | Orval-Hyenville–Regnéville-sur-Mer-vasútvonal            |               | 8,7            | Orval-Hyenville – Regnéville-sur-Mer                                                                          | 1902          | 1941                                       |
| 417 000     | Coutances–Sottevast-vasútvonal                           |               | 72,9           | Coutances – La Haye-du-Puits – Sottevast                                                                      | 1884          | 1972–1988                                  |
| 418 000     | Carentan–Carteret-vasútvonal                             |               | 43,1           | Carentan – La Haye-du-Puits – Carteret                                                                        | 1889–1894     | 1979–1991                                  |
| 420 000     | Párizs–Brest-vasútvonal                                  | 350 351       | 622,4          | Párizs – Versailles – Chartres – Le Mans – Laval – Rennes – Saint-Brieuc – Brest                              | 1840–1865     |                                            |
| 429 000     | Courtalain–Conneré-vasútvonal (LGV Atlantique Westzweig) | 398           | 530            | Courtalain – Connerré (Le Mans)                                                                               | 1989          |                                            |
| 430 000     | Le Mans–Mézidon-vasútvonal                               |               | 1400           | Le Mans – Alençon – Argentan – Mézidon                                                                        | 1856–1859     |                                            |
| 431 000     | Párizs–Monts-vasútvonal (LGV Atlantique Südzweig)        | 399           | 2320           | Párizs – Courtalain – Monts (Tours)                                                                           | 1989–1990     |                                            |
| 441 000     | Rennes–Saint-Malo-vasútvonal                             |               | 810            | Rennes – Saint-Malo                                                                                           | 1864          |                                            |
| 446 000     | Plouaret–Lannion-vasútvonal                              | 353           | 160            | Plouaret-Trégor – Lannion                                                                                     | 1881          |                                            |
| 447 000     | Morlaix–Roscoff-vasútvonal                               |               | 28,50          | Morlaix – Saint-Pol-de-Léon – Roscoff                                                                         | 1883          |                                            |
| 450 000     | Le Mans–Angers-vasútvonal                                | 380           | 95 0           | Le Mans – Sablé-sur-Sarthe – Angers                                                                           | 1863          |                                            |
| 460 000     | Sablé–Montoir-de-Bretagne-vasútvonal                     |               | 1880           | Sablé-sur-Sarthe – Château-Gontier – Châteaubriant – Montoir-de-Bretagne                                      | 1876–1885     | 1988 (Château-Gontier–Montoir-de-Bretagne) |
| 468 000     | Rennes–Redon-vasútvonal                                  |               | 73,20          | Rennes – Redon                                                                                                | 1862          |                                            |
| 470 000     | Savenay–Landerneau-vasútvonal                            |               | 299,60         | (Nantes) – Savenay – Redon – Lorient – Quimper – Landerneau – (Brest)                                         | 1862–1864     |                                            |
| 500 000     | Chartres–Bordeaux-vasútvonal                             |               | 496,80         | Chartres – Courtalain – Château-du-Loir – Saumur – Thouars – Niort – Saint-Jean-d’Angély – Saintes – Bordeaux | 1874–1911     | (Bessé-sur-Braye – Mondoubleau)            |
| 515 000     | Tours–Saint-Nazaire-vasútvonal                           | 390           | 282,40         | Tours – Saumur – Angers – Nantes – Saint-Nazaire                                                              | 1848–1857     |                                            |
| 527 000     | Clisson–Cholet-vasútvonal                                |               | 390            | Clisson – Cugand – Boussay-La Bruffière – Torfou – Saint-Christophe-du-Bois – Cholet                          | 1882          |                                            |
| 528 000     | Breuil-Barret–Velluire-vasútvonal                        |               |                | Breuil-Barret – Velluire                                                                                      |               |                                            |
| 529 000     | Fontenay-le-Comte–Benet-vasútvonal                       |               |                | Fontenay-le-Comte – Benet                                                                                     |               |                                            |
| 530 000     | Nantes–Saintes-vasútvonal                                |               | 251,30         | Nantes – Clisson – Montaigu – La Roche-sur-Yon – Luçon – La Rochelle – Rochefort – Saintes                    | 1866–1873     |                                            |
| 531 000     | Nantilly–Saumur-Rive-Gauche-vasútvonal                   |               |                | Nantilly – Saumur-Rive-Gauche                                                                                 |               |                                            |
| 534 000     | Nantes–La Roche-sur-Yon-vasútvonal                       | 383           | 840            | Nantes – Sainte-Pazanne – Machecoul – Challans – Saint-Gilles-Croix-de-Vie                                    | 1875–1881     | 1982 (Commequiers – La Roche-sur-Yon)      |
| 535 000     | Commequiers–Saint-Gilles-Croix-de-Vie-vasútvonal         | 383           | 120            | Commequiers – Saint-Gilles-Croix-de-Vie                                                                       | 1881          |                                            |
| 536 000     | Sainte-Pazanne–Pornic-vasútvonal                         |               | 29,70          | Sainte-Pazanne – Pornic                                                                                       | 1875          |                                            |
| 537 000     | Saint-Hilaire-de-Chaléons–Paimbœuf-vasútvonal            |               | 27,40          | Saint-Hilaire-de-Chaléons – Paimbœuf                                                                          | 1876          | 1988                                       |
| 538 000     | Poitiers–La Rochelle-vasútvonal                          |               | 140,70         | Poitiers – Niort – La Rochelle                                                                                | 1856–1857     |                                            |
| 539 000     | La Rochelle-Ville–La Rochelle-Pallice-vasútvonal         |               |                | La Rochelle-Ville – La Rochelle-Pallice                                                                       |               |                                            |
| 540 000     | Aigreffeuille-le-Thou–Rochefort-vasútvonal               |               |                | Aigreffeuille-le-Thou – Rochefort                                                                             |               |                                            |
| 541 000     | St-Laurent-de-la-Prée–Pointe-de-la Fumée-vasútvonal      |               |                | St-Laurent-de-la-Prée – Pointe-de-la Fumée                                                                    |               |                                            |
| 542 000     | Cabariot–Chapus-vasútvonal                               |               |                | Cabariot – Chapus                                                                                             |               |                                            |
| 543 000     | St-Jean-d’Angély–Taillebourg-vasútvonal                  |               |                | St-Jean-d’Angély – Taillebourg                                                                                |               |                                            |
| 544 000     | Saintes–Royan-vasútvonal                                 |               | 370            | Saintes – Saujon – Royan                                                                                      | 1875–1912     |                                            |
| 545 000     | Saujon–La Grève-vasútvonal                               |               |                | Saujon – La Grève                                                                                             |               |                                            |
| 546 000     | Pons–Saujon-vasútvonal                                   |               | 38,20          | Pons – Saujon                                                                                                 | 1873–1875     | 1939–2000                                  |
| 547 000     | St-Mariens-St-Yzan–Blaye-vasútvonal                      |               | 24,50          | St-Mariens-St-Yzan – Blaye                                                                                    | 1873          |                                            |
| 549 000     | Etampes–Auneau-vasútvonal                                |               | 32,90          | Etampes – Auneau                                                                                              | 1893          | 1985                                       |
| 550 000     | Brétigny–Tours-vasútvonal                                |               |                | Brétigny – Dourdan – Châteaudun – Vendôme – La Membrolle-s/Choisille (Tours)                                  |               |                                            |
| 551 000     | Bourg-la-Reine–Robinson (RER-B)-vasútvonal               |               |                | Bourg-la-Reine – Robinson                                                                                     |               |                                            |
| 552 000     | Châtelet-Les Halles–Limours-vasútvonal                   |               |                | Châtelet-Les Halles – Bourg-la-Reine – Massy-Palaiseau – St-Rémy-lès- Chevreuse – Limours (RER-B)             |               |                                            |
| 553 000     | Párizs–Chartres-vasútvonal                               |               | 850            | Párizs – Massy-Palaiseau – Limours – Saint-Arnoult-en-Yvelines – Gallardon – Chartres                         | 1913–1930     | 1953 (Massy – Gallardon)                   |
| 554 000     | Auneau-Ville–Dreux-vasútvonal                            |               | 49,20          | Auneau-Ville – Dreux                                                                                          | 1887–1892     | 1938–1989                                  |
| 555 000     | Beaulieu–Auneau-vasútvonal                               |               |                | Beaulieu-le-Coudray – Auneau-Ville – Auneau (– Embranchement)                                                 |               |                                            |
| 556 000     | Chartres–Orléans-vasútvonal                              |               | 33,90          | Chartres – Beaulieu-le-Coudray – Voves – Patay – Orléans                                                      | 1872          |                                            |
| 557 000     | Voves–Toury-vasútvonal                                   |               | 29,80          | Voves – Toury                                                                                                 | 1896          | 1978                                       |
| 558 000     | Courtalain–Patay-vasútvonal                              |               |                | Courtalain-St-Pellerin – Châteaudun – Patay                                                                   |               |                                            |
| 559 000     | Pont-de-Braye–Blois-vasútvonal                           |               | 66,90          | Pont-de-Braye – Montoire-sur-le-Loir – Vendôme – Blois                                                        | 1875          |                                            |
| 560 000     | Sargé–Vouvray-vasútvonal                                 |               | 29,80          | Sargé-s/Braye – Montoire-sur-le-Loir – Châteaurenault – Vouvray                                               | 1896          | 1978                                       |
| 561 000     | Tours–Le Mans-vasútvonal                                 |               | 96,00          | Tours – Château-du-Loir – Le Mans                                                                             | 1858          |                                            |
| 566 000     | LGV Sud Europe Atlantique (LGV SEA)                      |               | 3020           | (Tours) – (Poitiers) – (Angoulème) – (Bordeaux)                                                               | 2017          |                                            |
| 567 000     | Nantes–Indret-vasútvonal                                 |               |                | Nantes-Etat – Indret                                                                                          |               |                                            |
| 568 000     | Lormont–Bordeaux-Bastide-vasútvonal                      |               | 5,80           | Lormont – Bordeaux-Bastide                                                                                    | 1852          |                                            |
| 569 000     | Aubrais-Orléans–Orléans-vasútvonal                       |               |                | Aubrais-Orléans–Orléans                                                                                       |               |                                            |
| 570 000     | Párizs–Bordeaux-vasútvonal                               | 399, 400, 401 | 5810           | Párizs–Orléans–Tours–Poitiers–Angoulême–Bordeaux                                                              | 1840–1853     |                                            |
| 571 000     | Port-Boulet–Port-de-Piles-vasútvonal                     |               |                | Port-Boulet–Port-de-Piles                                                                                     |               |                                            |
| 572 000     | Ligré-Rivière–Richelieu-vasútvonal                       |               |                | Ligré-Rivière–Richelieu                                                                                       |               |                                            |
| 573 000     | Loudun–Châtellerault-vasútvonal                          |               |                | Loudun–Châtellerault                                                                                          |               |                                            |
| 574 000     | Poitiers–Arçay-vasútvonal                                |               |                | Poitiers–Arçay                                                                                                |               |                                            |

## Region Sud-Ouest
Stand: 2011
| Útvonalszám | Vasútvonal                                                       | KBS | Hossz (km-ben) | Útvonal | Megnyitás éve                | Bezárás éve                                                      |
| ----------- | ---------------------------------------------------------------- | --- | -------------- | --- | ---------------------------- | ---------------------------------------------------------------- |
| 584 000     | Bordeaux-St-Louis–Pointe de Grave-vasútvonal                     | 405 | 117            | Ravezies – Bruges – Pauillac – Lesparre – Le Verdson                                                       | 1868–1875 (Erweiterung 1902) |                                                                  |
| 586 000     | Ringstrecke Bordeaux                                             |     | 16,7           | Bordeaux-St.-Jean–Bordeaux-St. Louis                                                                       | 1917 (Doppelspur 1922)       |                                                                  |
| 590 000     | Les Aubrais-Orléans–Montauban-Ville-Bourbon-vasútvonal           |     | 544            | Orléans – Vierzon – Châteauroux – Limoges – Brive-la-Gaillarde – Cahors – Montauban                        | 1840–1893                    |                                                                  |
| 591 000     | Villefranche-sur-Cher–Blois-vasútvonal                           |     | 55,5           | Romorantin                                                                                                 | 1872–1884                    |                                                                  |
| 592 000     | Saint-Aignan-Noyers–Blois-vasútvonal                             |     | 37,5           | | 1899                         | 1934                                                             |
| 593 000     | Vierzon–Saint-Pierre-des-Corps-vasútvonal                        |     | 544            | Montrichard – Saint-Aignan (Loir-et-Cher) – Selles-sur-Cher – Glèvres – Villesfranche-sur-Cher             | 1840–1893                    |                                                                  |
| 594 000     | Joué-lès-Tours–Châteauroux-vasútvonal                            |     | 111            | Montbazon – Loches – Buzançais                                                                             | 1878–1880                    |                                                                  |
| 598 000     | Port-de-Piles–Argenton-sur-Creuse-vasútvonal                     |     | 102,2          | Le Grand-Pressigny – Tournon-Saint-Martin – Le Blanc                                                       | 1885–1889                    | 1940 (Personenverkehr) 1970–2001 (Descartes–Argenton-sur-Creuse) |
| 599 000     | Châtellerault–Launay-vasútvonal                                  |     | 27,8           | | 1891                         | 1951–1973                                                        |
| 600 000     | Chemin de fer du Blanc-Argent                                    |     | 1910           | Salbris – Romorantin-Lanthenay – Valençay – Écueillé – Buzançais – Mézières-en-Brenne                      | 1900–1901                    | 1951–1988 (teilweise)                                            |
| 601 000     | St-Benoît–Le Blanc-vasútvonal                                    |     | 45,1           | (Poitiers) St-Benoît – Mignaloux-Nouaillé – Le Blanc                                                       | 1880                         | 1996                                                             |
| 602 000     | Montmorillon–Yrieix-vasútvonal                                   |     |                | |                              |                                                                  |
| 603 000     | Montmorillon–Le Blanc-vasútvonal                                 |     |                | Montmorillon – St-Aigny-le-Blanc (Le Blanc)                                                                |                              |                                                                  |
| 604 000     | Mignaloux-Nouaillé–Bersac-vasútvonal                             |     | 107,7          | Mignaloux-Nouaillé – Lussac-les-Châteaux – Montmorillon – Le Dorat – Bersac                                | 1867                         |                                                                  |
| 605 000     | Le Dorat–Magnac-Laval-vasútvonal                                 |     | ~ 80           | Le Dorat – Magnac-Laval                                                                                    | 1867                         |                                                                  |
| 606 000     | Dorat–Limoges-vasútvonal                                         |     | 55,4           | Dorat – Limoges-Bénédictins                                                                                | 1880                         |                                                                  |
| 607 000     | Lussac–St-Saviol-vasútvonal                                      |     | 63,3           | Lussac-les-Châteaux – Le Vigeant – St-Saviol                                                               | 1886–1891                    | 1969–1990                                                        |
| 608 000     | Roumazières–Le Vigeant-vasútvonal                                |     | 41,8           | Roumazières-Loubert – Le Vigeant                                                                           | 1887–1901                    | 1971–1993                                                        |
| 609 000     | Ruffec–Roumazières-vasútvonal                                    |     | 45,1           | Ruffec – Roumazières-Loubert                                                                               | 1911                         | 1951                                                             |
| 610 000     | Dorat–Limoges-Bénédictins-vasútvonal                             |     |                | Dorat – Limoges-Bénédictins                                                                                | 1880                         |                                                                  |
| 614 000     | Bussière–Yrieix-vasútvonal                                       |     | 45,1           | Bussière-Galant – Saint-Yrieix-la-Perche                                                                   | 1880                         | 1996                                                             |
| 615 000     | Labouheyre–Mimizan-Plage-vasútvonal                              |     | 340            | Labouheyre – Mimizan-Plage                                                                                 | 1889–1909                    | 1992                                                             |
| 621 000     | Coutras–Tulle-vasútvonal                                         |     | 1730           | Coutras – Mussidan – Périgueux – Brive-la-Gaillarde – Tulle                                                | 1857–1871                    |                                                                  |
| 634 000     | Penne–Tonneins-vasútvonal                                        |     | 42,1           | Villeneuve-sur-Lot – Sainte-Livrade-sur-Lot                                                                | 1869–1894                    | 1960–1995                                                        |
| 635 000     | Villeneuve-sur-Lot–Falgueyrat-vasútvonal                         |     | 40,3           | Cancon | 1925–1930                    | 1953                                                             |
| 635 700     | Saint Symphorien–Lesparre-vasútvonal                             |     | 1410           | Hostens – Facture-Biganos – Lacanau-Ville                                                                  | 1877–1884                    | 1974                                                             |
| 640 000     | Bordeaux–Sète-vasútvonal                                         |     | 4740           | Bordeaux – Agen – Montauban – Toulouse – Carcassonne – Narbonne – Béziers – Sète                           | 1855–1858                    |                                                                  |
| 641 000     | Langon–Gabarret-vasútvonal                                       |     | 790            | Nizan – Bourriot-Bergonce                                                                                  | 1866–1923                    | 1938–1988                                                        |
| 642 000     | Marmande–Mont-de-Marsan-vasútvonal                               |     | 97,8           | Bourriot-Bergonce                                                                                          | 1882–1893                    | 1938                                                             |
| 643 000     | Port-Sainte-Marie–Riscle-vasútvonal                              |     | 115,3          | Nérac – Eauze                                                                                              | 1880–1893                    | 1938                                                             |
| 644 000     | Nérac–Mont-de-Marsan-vasútvonal                                  |     | 93,7           | Gabarret                                                                                                   | 1890–1897                    | 1938–1969                                                        |
| 645 000     | Condom–Castéra-Verduzan-vasútvonal                               |     | 23,1           | | 1925                         | 1939–1940                                                        |
| 646 000     | Eauze–Auch-vasútvonal                                            |     | 56,8           | Castéra-Verduzan                                                                                           | 1909–1924                    | 1939–1952                                                        |
| 647 000     | Bon-Encontre–Vic-en-Bigorre-vasútvonal                           |     | 129,8          | Auch – Mirande                                                                                             | 1865–1869                    |                                                                  |
| 648 000     | Saint-Agne–Auch-vasútvonal                                       |     | 880            | Toulouse-Saint-Cyprien-Arènes – Colomiers                                                                  | 1877                         |                                                                  |
| 649 000     | Castelsarrasin–Beaumont-de-Lomagne-vasútvonal                    |     | 260            | | 1904                         |                                                                  |
| 650 000     | Toulouse–Bayonne-vasútvonal                                      |     | 3210           | Toulouse – Tarbes – Pau – Bayonne                                                                          | 1867                         |                                                                  |
| 652 000     | Morcenx–Bagnères-de-Bigorre-vasútvonal                           |     | 158,9          | Mont-de-Marsan – Riscle – Vic-Bigorre – Tarbes                                                             | 1859                         |                                                                  |
| 653 000     | Saint-Sever–Hagetmau-vasútvonal                                  |     | 150            | | 1910                         | 2013                                                             |
| 654 000     | Dax–Mont-de-Marsan-vasútvonal                                    |     | 620            | Peyrouton                                                                                                  | 1891–1899                    | 1970                                                             |
| 655 000     | Bordeaux–Irun-vasútvonal                                         | 401 | 2350           | Dax – Bayonne – Hendaye                                                                                    | 1841–1864                    |                                                                  |
| 656 000     | Puyoô–Dax-vasútvonal                                             |     | 30,3           | Peyrouton – Saint-Sever                                                                                    | 1863                         |                                                                  |
| 657 000     | Lamothe–Arcachon-vasútvonal                                      | 402 | 15,7           | Lamothe – Arcachon                                                                                         | 1841–1857                    |                                                                  |
| 658 000     | Bayonne–Allées-Marines-vasútvonal                                |     | 6,3            | | 1895                         |                                                                  |
| 659 000     | Biarritz-la-Négresse–Biarritz-Ville -vasútvonal\| align=right \| | 3,2 |                | 1907 | 1981                         |                                                                  |
| 664 000     | Pau–Canfranc-vasútvonal                                          | 415 | 930            | Pau–Oloron-Sainte-Marie–Canfranc                                                                           | 1883–1928                    | 1970–1980 (Oloron-Sainte-Marie–Canfranc)                         |
| 672 000     | Portet-Saint-Simon–Puigcerda-vasútvonal                          |     | 1550           | Toulouse – Pamiers – Foix – Tarascon-sur-Ariège – Ax-les-Thermes – Latour-de-Carol – Puigcerda             | 1861–1929                    |                                                                  |
| 677 000     | Narbonne–Cerbère-vasútvonal                                      |     |                | Narbonne – Rivesaltes – Perpignan – Cerbère (Portbou SPANIEN)                                              |                              |                                                                  |
| 679 000     | Perpignan–Villefranche-de-Conflent-vasútvonal                    |     | 45,6           | Perpignan – Prades – Villefranche-de-Conflent                                                              | 1868–1895                    |                                                                  |
| 680 000     | Elne–Arles-sur-Tech-vasútvonal                                   |     | 43,0           | |                              |                                                                  |
| 681 000     | La Guerche–Marseille-vasútvonal                                  |     | 180            | |                              |                                                                  |
| 682 000     | Auxy-Juranville–Bourges-vasútvonal                               |     | 135,7          | |                              |                                                                  |
| 683 000     | Les Aubrais-Orléans–Malesherbes-vasútvonal                       |     | 61,6           | |                              |                                                                  |
| 684 000     | Étampes–Beaune-la-Rolande-vasútvonal                             |     | 58,7           | |                              |                                                                  |
| 685 000     | Gien–Argent-vasútvonal                                           |     | 23,0           | |                              |                                                                  |
| 686 000     | Orléans–Montargis-vasútvonal                                     |     | 70,1           | |                              |                                                                  |
| 687 000     | Orléans–Gien-vasútvonal                                          |     | 64,4           | |                              |                                                                  |
| 689 000     | Saint-Germain-du-Puy–Cosne-Cours-vasútvonal                      |     | 60,1           | |                              |                                                                  |
| 690 000     | Vierzon–Saincaize-vasútvonal                                     |     | 87,2           | |                              |                                                                  |
| 691 000     | Saint-Florent-sur-Cher–Issoudun-vasútvonal                       |     | 23,5           | |                              |                                                                  |
| 692 100     | Saint-Satur–Saint-Satur-Gare-d’Eau-vasútvonal                    |     | 67,1           | |                              |                                                                  |
| 693 000     | Salbris–Argent-vasútvonal                                        |     | 1910           | |                              |                                                                  |
| 694 000     | Paulhan–Montpellier-vasútvonal                                   |     | 40,6           | |                              |                                                                  |
| 695 000     | Bourges–Miécaze-vasútvonal                                       |     | 304,7          | |                              |                                                                  |
| 696 000     | Châteauroux–La Ville-Gozet-vasútvonal                            |     | 101,4          | |                              |                                                                  |
| 697 000     | Argenton-sur-Creuse–La Chaussée-vasútvonal                       |     | 46,9           | |                              |                                                                  |
| 698 000     | La Châtre–Guéret-vasútvonal                                      |     | 72,8           | |                              |                                                                  |
| 699 000     | Champillet-Urciers–Lavaufranche-vasútvonal                       |     | 43,8           | |                              |                                                                  |
| 701 000     | Capdenac–Rodez-vasútvonal                                        |     | 66,5           | |                              |                                                                  |
| 702 000     | Montluçon–Saint-Sulpice-Laurière-vasútvonal                      |     | 122,3          | |                              |                                                                  |
| 703 000     | Vieilleville–Bourganeuf-vasútvonal                               |     | 19,9           | |                              |                                                                  |
| 704 000     | Saint-Sébastien–Guéret-vasútvonal                                |     | 45,6           | |                              |                                                                  |
| 705 000     | Montluçon–Moulins-vasútvonal                                     |     | 80,8           | |                              |                                                                  |
| 706 000     | Doyet-la-Presle–Bézenet-vasútvonal                               |     | 5,1            | |                              |                                                                  |
| 707 000     | Commentry–Gannat-vasútvonal                                      |     | 540            | |                              |                                                                  |
| 708 000     | Montluçon–Gouttières-vasútvonal                                  |     | 44,6           | |                              |                                                                  |
| 709 000     | Lapeyrouse–Volvic-vasútvonal                                     |     | 56,6           | |                              |                                                                  |
| 710 000     | Laqueuille–Mont-Dore-vasútvonal                                  |     | 13,9           | | 1899                         | 2015 (teilweise)                                                 |
| 711 000     | Eygurande-Merlines–Clermont-Ferrand-vasútvonal                   |     | 86,5           | Volvic | 1881                         | 2014 (teilweise)                                                 |
| 712 000     | Busseau-sur-Creuse–Ussel-vasútvonal                              |     |                | | 1893                         | 1989 (teilweise)                                                 |
| 713 000     | Le Palais–Eygurande-Merlines-vasútvonal                          |     | 1220           | Meymac | 1880–1883                    |                                                                  |
| 714 000     | Uzerche–Tulle-vasútvonal                                         |     | 31,9           | Seilhac | 1904                         | 1969–1970                                                        |
| 715 000     | Seilhac–Treignac-vasútvonal                                      |     | 950            | Tulle – Saint Bonnet-Avalouze                                                                              | 1904                         | 1969–1970                                                        |
| 716 000     | Tulle–Meymac-vasútvonal                                          |     | 540            | | 1880–1881                    |                                                                  |
| 717 000     | Tulle–Argentat-vasútvonal                                        |     | 33,6           | | 1904                         | 1969–1970                                                        |
| 718 000     | Brive-la-Gaillarde–Toulouse-Matabiau-vasútvonal                  |     | 2480           | Saint-Denis-près-Martel – Figeac – Capdenac – Lexos – Cordes-Vindrac – Tessonnières – Saint-Sulpice (Tarn) | 1858–1864                    |                                                                  |
| 719 000     | Souillac–Viescamp-sous-Jallès-vasútvonal                         |     | 79,2           | Saint-Denis-près-Martel – Bretenoux-Biars – Miécaze                                                        | 1889–1891                    |                                                                  |
| 720 000     | Figeac–Arvant-vasútvonal                                         |     | 170,6          | Viescamp-sous-Jallès – Millau – Neussargues                                                                | 1858–1888                    |                                                                  |
| 721 000     | Bort-les-Orgues–Neussargues-vasútvonal                           |     | 71,2           | Lugarde-Marchastel                                                                                         | 1908                         | 1990–1991                                                        |
| 722 000     | Béziers–Neussargues-vasútvonal                                   |     | 2770           | Béziers – Aurillac – Neussargues                                                                           | 1861–1868                    |                                                                  |
| 732 000     | Vias–Lodève-vasútvonal                                           |     | 58,2           | Vias – Paulhan – Rabieux – Lodève-Le Bosc – Lodève                                                         | 1863                         |                                                                  |
| 734 000     | Narbonne–Bize-vasútvonal                                         |     | 20,6           | Narbonne – Sallèles-d'Aude – Bize                                                                          | 1887                         | 1939 (Personenverkehr)                                           |
| 735 000     | Moux–Caunes-Minervois-vasútvonal                                 |     | 280            | | 1887                         |                                                                  |
| 736 000     | Castelnaudary–Rodez-vasútvonal                                   |     | 184,3          | Castelnaudary – Castres – Albi – Carmaux – Rodez                                                           | 1854                         |                                                                  |
| 737 000     | Castres–Bédarieux-vasútvonal                                     |     | 91,7           | Castres – Mazamet – Bédarieux                                                                              | 1863                         |                                                                  |
| 738 000     | Montauban-Ville-Bourbon–La Crémade-vasútvonal                    |     | 91,2           | Montauban-Ville-Bourbon – Saint-Sulpice (Tarn) – La Crémade – Castres                                      | 1884–88                      |                                                                  |
| 741 000     | Tessonnières–Albi-vasútvonal                                     |     | 16,2           | | 1864                         |                                                                  |
| 744 000     | Carmaux–Vindrac-vasútvonal                                       |     | 25,99          | Carmaux – Monestiés – Vindrac                                                                              | 1937                         | 1939                                                             |
| 745 000     | Villeneuve-Saint-Georges–Montargis-vasútvonal                    |     | 103,4          | Villeneuve-Saint-Georges – Juvisy – Corbeil-Essonnes – Malesherbes – Montargis                             | 1840–67                      |                                                                  |

## Region Sud-Est
Stand: 2011
| Útvonalszám | Vasútvonal                                            | KBS         | Hossz (km-ben) | Útvonal | Megnyitás éve | Bezárás éve                                             |
| ----------- | ----------------------------------------------------- | ----------- | -------------- | --- | ------------- | ------------------------------------------------------- |
| 746 000     | Corbeil-Essonnes–Montereau-vasútvonal                 |             | 59,2           | Corbeil-Essonnes – Melun – Montereau-Fault-Yonne | 1897          |                                                         |
| 747 000     | Bourron-Marlotte-Grez–Malesherbes-vasútvonal          |             | 26,2           | | 1881          |                                                         |
| 748 000     | Montargis–Sens-vasútvonal                             |             | 620            | Montargis – Triguères – Sens | 1874          |                                                         |
| 749 000     | Triguères–Surgy-vasútvonal                            |             | 76,2           | Triguères – Toucy-Moulins – Fontenoy – Surgy | 1884          |                                                         |
| 750 000     | Moret-Veneux-les-Sablons–Lyon-Perrache-vasútvonal     |             | 492            | Montargis – Gien – Cosne-sur-Loire – Nevers – Moulins – Saint-Germain-des-Fossés – Montrond-les-Bains – Saint-Étienne – Givors-Canal                                         | 1850–1861     |                                                         |
| 751 000     | Auxerre-Saint-Gervais–Gien-vasútvonal                 |             | 91,5           | Auxerre-Saint-Gervais – Toucy-Moulins – Fontenoy – Gien | 1884–1885     |                                                         |
| 752 000     | Combs-la-Ville–Saint-Charles-vasútvonal               |             | 7110           | Combs-la-Ville – Le Creusot (TGV) – Mâcon-Loché (TGV) – Lyon-Excupéry (TGV) – Valence (TGV) – Avignon (TGV) – Aix-en-Provence (TGV) – Marseille Saint-Charles                | 1981–2001     |                                                         |
| 753 000     | Laroche-Migennes–Cosne-vasútvonal                     |             | 134,3          | |               |                                                         |
| 754 000     | Clamecy–Nevers-vasútvonal                             |             | 75,1           | |               |                                                         |
| 755 000     | Cravant-Bazarnes–Dracy-Saint-Loup-vasútvonal          |             | 116,6          | Avallon – Saulieu | 1882          |                                                         |
| 756 000     | Avallon–Nuits-sous-Ravières-vasútvonal                |             | 43,5           | |               |                                                         |
| 757 000     | Maison-Dieu–Laumes-Alésia-vasútvonal                  |             | 44,8           | |               |                                                         |
| 760 000     | Nevers–Chagny-vasútvonal                              |             | 161,3          | Cercy-la-Tour – Étang-sur-Arroux – Montchanin – Santenay-les-Bains | 1861–1867     |                                                         |
| 761 000     | Étang–Santenay-vasútvonal                             |             | 58,9           | Dracy-Saint-Loup – Épinac-les-Mines | 1870          |                                                         |
| 762 000     | Clamecy–Gilly-sur-Loire-vasútvonal                    |             | 126,6          | |               |                                                         |
| 763 000     | Tamnay-Châtillon–Château-Chinon-vasútvonal            |             | 23,1           | |               |                                                         |
| 764 000     | Saint-Florentin-Vergigny–Monéteau-Gurgy-vasútvonal    |             | 26,2           | |               |                                                         |
| 765 000     | Épinac–Pouillenay-vasútvonal                          |             | 70,4           | |               |                                                         |
| 766 000     | Dijon-Ville–Épinac-vasútvonal                         |             | 67,8           | |               |                                                         |
| 769 000     | Le Coteau–Montchanin-vasútvonal                       |             | 107,4          | |               |                                                         |
| 770 000     | Moulins–Mâcon-vasútvonal                              |             | 144,0          | |               |                                                         |
| 771 000     | Étiveau–Montchanin-vasútvonal                         |             | 25,8           | |               |                                                         |
| 772 000     | Cluny–Chalon-sur-Saône-vasútvonal                     |             | 50,3           | |               |                                                         |
| 774 000     | Pouilly-sous-Charlieu–Clermain-vasútvonal             |             | 56,1           | |               |                                                         |
| 775 000     | Paray-le-Monial–Givors-Canal-vasútvonal               |             | 134,9          | |               |                                                         |
| 776 000     | Belleville–Beaujeu-vasútvonal                         |             | 12,6           | |               |                                                         |
| 780 000     | Saint-Étienne-La-Terrasse–Pont-de-l'Âne-vasútvonal    |             |                | |               |                                                         |
| 782 000     | Lyon-Saint-Paul–Montbrison-vasútvonal                 |             | 77,9           | |               |                                                         |
| 783 000     | Coteau–Saint-Germain-au-Mont-d'Or-vasútvonal          |             | 670            | |               |                                                         |
| 784 000     | Clermont-Ferrand–Saint-Just-sur-Loire-vasútvonal      |             | 1320           | |               |                                                         |
| 785 000     | Saint-Germain-des-Fossés–Darsac-vasútvonal            |             | 160,3          | |               |                                                         |
| 786 000     | Vichy–Cusset-vasútvonal                               |             | 1600           | |               |                                                         |
| 787 000     | Vichy–Riom-vasútvonal                                 |             | 440            | |               |                                                         |
| 789 000     | La Ferté-Hauterive–Gannat-vasútvonal                  |             | 35,3           | |               |                                                         |
| 790 000     | Saint-Germain-des-Fossés–Nîmes-vasútvonal             | 543         | 3030           | Saint-Germain-des-Fossés – Clermont-Ferrand – Issoire – Arvant – Brioude – Langeac – Langogne – Villefort – Genolhac – La Grand-Combe – Alès – Nîmes                         | 1840–1870     |                                                         |
| 791 000     | Brives-Charensac–Lalevade-d’Ardèche-vasútvonal        |             | 93,1           | |               |                                                         |
| 792 000     | Le Puy–Langogne-vasútvonal                            |             | 53,4           | |               |                                                         |
| 793 000     | Riom–Châtelguyon-vasútvonal                           |             | 70             | |               |                                                         |
| 794 000     | Beaumont-Loriat–Saint-Flour-vasútvonal                |             | 45,9           | |               |                                                         |
| 795 000     | Bonson–Sembadel-vasútvonal                            |             | 66,7           | |               |                                                         |
| 796 000     | Saint-Just-sur-Loire–Fraisses - Unieux-vasútvonal     |             | 18,6           | |               |                                                         |
| 797 000     | Firminy–Saint-Rambert-d’Albon-vasútvonal              |             | 84,3           | |               |                                                         |
| 798 000     | Saint-Georges-d’Aurac–Saint-Étienne-vasútvonal        |             | 1380           | Darsac – Le Puy-en-Velay – Fraisses-Unieux – Firminy | 1859–1874     |                                                         |
| 799 000     | Saint-Étienne-le-Clapier–La Béraudière-vasútvonal     |             |                | |               |                                                         |
| 800 000     | Givors–Nîmes-vasútvonal                               |             | 254,5          | Givors – Tournon-sur-Rhône – Saint-Péray – La Voulte-sur-Rhône – Bourg-Saint-Andéol – Pont-Saint-Esprit – Bagnols-sur-Cèze – Nîmes                                           | 1874–1880     |                                                         |
| 804 000     | Le Pouzin–Privas-vasútvonal                           |             | 21,2           | Le Pouzin – Privas | 1862          | 1994                                                    |
| 805 000     | Teil–Alès-vasútvonal                                  |             | 99,5           | Vogüé – (Bessèges) – Robiac | 1854–1866     |                                                         |
| 806 000     | Vogüé–Lalevade-d’Ardèche-vasútvonal                   |             | 18,9           | Saint-Sernin | 1879–1882     | 1988                                                    |
| 807 000     | Saint-Sernin–Largentière-vasútvonal                   |             | 12,9           | | 1883          | 1988                                                    |
| 808 000     | Bessèges–Robiac-vasútvonal                            |             | 2,5            | | 1857          |                                                         |
| 809 000     | Teil–Alès-vasútvonal                                  |             | 2,0            | | 1858          | 1962                                                    |
| 810 000     | Tarascon–Sète-Ville-vasútvonal                        |             | 1060           | Tarascon – Nîmes – Lunel – Montpellier – Sète | 1839–1845     |                                                         |
| 830 000     | Párizs–Marseille-vasútvonal                           | 501 502 503 | 8630           | Párizs – Dijon – Chalon-sur-Saône – Mâcon – Villefranche-sur-Saône – Lyon – Vienne – Valence – Montélimar – Orange – Avignon – Arles – Marseille                             | 1847–1855     |                                                         |
| 831 000     | Flamboin-Gouaix–Montereau-vasútvonal                  |             | 28,2           | Châtenay-sur-Seine | 1848          |                                                         |
| 832 000     | Saint-Julien–Saint-Florentin-Vergigny-vasútvonal      |             | 520            | Neuvy–Sautour | 1891          |                                                         |
| 834 000     | Angles–Saint-Brès-vasútvonal                          |             | 0              | |               |                                                         |
| 838 000     | Saint-Julien–Gray-vasútvonal                          |             | 189,1          | Saint-Julien-les-Villas – Châtillon-sur-Seine – Poinson-Beneuvre | 1875          |                                                         |
| 839 000     | Nuits-sous-Ravières–Châtillon-sur-Seine-vasútvonal    |             | 35,4           | Sennevoy | 1864          |                                                         |
| 840 000     | Chaumont–Châtillon-sur-Seine-vasútvonal               |             | 41,7           | Veuxhaulles – Courban | 1863          |                                                         |
| 842 000     | Poinson-Beneuvre–Langres-vasútvonal                   |             | 46,5           | Musseau – Vaillant – Brennes | 1883          | 1975                                                    |
| 843 000     | Is-sur-Tille–Culmont-Chalindrey-vasútvonal            |             | 440            | Selongey – Occey – Prauthoy | 1874–1877     |                                                         |
| 846 000     | Culmont-Chalindrey–Gray-vasútvonal                    |             | ~220           | Champlitte – Maâtz | 1855          | 1970                                                    |
| 847 000     | Vaivre–Gray-vasútvonal                                |             | 520            | Fresne–Saint-Mamès | 1863          |                                                         |
| 849 000     | Dijon-Ville–Is-sur-Tille-vasútvonal                   |             | 330            | Ruffey – Bretigny-Norges | 1872          |                                                         |
| 850 000     | Dijon–Vallorbe-vasútvonal                             | 531         | 1450           | Dijon – Genlis – Auxonne – Dole – Mouchard – Andelot – Frasne – Vallorbe | 1855–1915     |                                                         |
| 851 000     | Gray–Saint-Jean-de-Losne -vasútvonal                  |             | 54,60          | Gray – Villers-les-Pots – St-Jean-de-Losne | 1852          |                                                         |
| 852 000     | Dole–Belfort-vasútvonal                               | 524         | 141,2          | Dole – Besançon – Montbéliard – Belfort | 1856–1858     |                                                         |
| 853 000     | Gray–Fraisans-vasútvonal                              |             | 43,1           | Gray – Montagney – Ougney – La Barre / Fraisans | 1859–1863     | 1932+1940 (P), 1940–1959 (G)                            |
| 854 000     | Belfort–Delle-vasútvonal                              |             | 20,3           | | 1868–1872     |                                                         |
| 855 000     | Montagney–Miserey-vasútvonal                          |             | 29.3           | Montagney – Marnay – Miserey (– Besançon) | 1878          | 1940 (P), 1957 (G)                                      |
| 856 000     | Besançon-Viotte–Vesoul-vasútvonal                     |             | 63,8           | Besançon – Montbozon – Vesoul | 1872–2011     | 1980 (Devecey – Montbozon – Vesoul)                     |
| 857 000     | Montbozon–Lure-vasútvonal                             |             | 39,7           | Lure – Villersexel – Montbozon | 1896          | 1986 (Villersexel – Montbozon)                          |
| 858 000     | Montbéliard–Morvillars-vasútvonal                     |             | 19,4           | Montbéliard – Morvillars | 1868          | 1989–1993                                               |
| 859 000     | Voujeaucourt–St-Hippolyte-vasútvonal                  |             | 270            | Voujeaucourt – St-Hippolyte | 1886          | 1969                                                    |
| 860 000     | Dijon-Ville–Saint-Amour-vasútvonal                    |             | 1080           | St-Jean-de-Losne – Chaugey – Seurre – St-Bonnet-en-Bresse – Louhans | 1882–1883     |                                                         |
| 864 000     | Beaune–Saint-Loup-de-la-Salle-vasútvonal              |             | 9,2            | | 1896          | 1938–1941                                               |
| 865 000     | Chagny–Dole-Ville-vasútvonal                          |             | 80,2           | Saint-Loup-de-la-Salle – St-Jean-de-Losne – Chaussin | 1871–1887     | 1991 (teilweise)                                        |
| 867 000     | Seurre–Chalon-sur-Saône-vasútvonal                    |             | 37,3           | Allerey | 1871          |                                                         |
| 868 000     | Chaugey–Lons-le-Saunier-vasútvonal                    |             | 60,8           | Chaugey – Chaussin | 1905          |                                                         |
| 869 000     | Dole-Ville–Poligny-vasútvonal                         |             | 39,7           | | 1884          |                                                         |
| 872 000     | Besançon–Le Locle-vasútvonal                          | 535         | 760            | Besançon – Valdahon – Morteau – Le Locle | 1884          |                                                         |
| 875 000     | Frasne–Les Verrières-vasútvonal                       | 531         | 27,7           | Frasne–Pontarlier–Les Verrières | 1860–1862     |                                                         |
| 880 000     | Mouchard–Bourg-en-Bresse-vasútvonal                   |             | 213,2          | Lons-le-Saunier – Saint-Amour | 1864          | 1969–1995 (Pymont-Pannessières)                         |
| 884 000     | Bourg-en-Bresse–Bellegarde-vasútvonal                 | 525         | 64,7           | Bourg-en-Bresse – Nantua – Bellegarde-sur-Valserine | 1877–1882     |                                                         |
| 887 000     | Lyon-Croix-Rousse–Trévoux-vasútvonal                  |             | 250            | Lyon – Sathonay-Camp – Rillieux-la-Pape – Neuville-sur-Saône – Trévoux | 1863–1882     | 1975 (Neuville-sur-Saône–Trévoux)                       |
| 890 000     | Lyon–Genève-vasútvonal                                | 510 594     | 167,6          | Lyon – Ambérieu-en-Bugey – Culoz – Bellegarde-sur-Valserine – Genève | 1856–1858     |                                                         |
| 891 000     | Collonges–Divonne-les-Bains-vasútvonal                | 516         | 420            | Collonges – Péron – Saint-Genis-Pouilly – Gex – Divonne-les-Bains | 1899          | (Chevry–Divonne-les-Bains)                              |
| 892 000     | Léaz–Saint-Gingolph-vasútvonal                        | 517         | 720            | Saint-Julien-en-Genevois – Annemasse – Évian-les-Bains | 1880–1882     |                                                         |
| 894 000     | Genève-Eaux-Vives–Annemasse-vasútvonal                |             | 60             | Genève-Eaux-Vives – Annemasse | 1888          | 2013 (Betrieb für den Bau der CEVA-Strecke eingestellt) |
| 895 000     | La Roche-sur-Foron–Saint-Gervais-vasútvonal           | 513         | 47,4           | La Roche-sur-Foron – Bonneville – Cluses – Saint-Gervais | 1890–1898     |                                                         |
| 896 000     | Saint-Gervais–Vallorcine-vasútvonal                   | 514         | 36,6           | St-Gervais – Chamonix | 1901–1908     |                                                         |
| 897 000     | Aix-les-Bains–Annemasse-vasútvonal                    | 517         | 940            | Aix-les-Bains – Annecy – La Roche-sur-Foron – Annemasse | 1866–1884     |                                                         |
| 898 000     | Annecy–Albertville-vasútvonal                         |             | 450            | Annecy – Doussard – Ugine – Albertville | 1901          | (Annecy–Ugine)                                          |
| 899 000     | Saint-Pierre-d’Albigny–Bourg-Saint-Maurice-vasútvonal | 512         | 800            | Albertville – Moûtiers – Bourg-Saint-Maurice | 1879–1913     |                                                         |
| 900 000     | Culoz–Modane-vasútvonal                               |             | 1350           | Culoz – Aix-les-Bains – Chambéry – Saint-Jean-de-Maurienne – Modane | 1856–1871     |                                                         |
| 905 000     | Lyon–Marseille-vasútvonal                             |             |                | Lyon – St-André-le-Gaz – Rives – Moirans – Grenoble – Aspres-s/Buëch – Veynes Château-Arnoux-St-Auban – Volx – Pertuis – Meyrargues – Aix-en-Provence – Gardanne – Marseille |               |                                                         |
| 908 000     | Valence–Moirans-vasútvonal                            |             | 800            | Valence – Romans – Saint-Marcellin – Moirans | 1864          |                                                         |
| 912 000     | Livron–Veynes-vasútvonal                              |             |                | Livron – Crest – Die – Aspres-s/Buëch (Veynes) |               |                                                         |
| 915 000     | Veynes–Briançon-vasútvonal                            |             |                | Veynes – Gap – Chorges – Embrun – Briançon |               |                                                         |
| 920 000     | Saint-Auban–Digne-vasútvonal                          |             | 220            | Saint-Auban – Digne | 1876          | 1989                                                    |
| 930 000     | Marseille–Ventimiglia-vasútvonal                      | 505         | 259,2          | Marseille – Toulon – Les Arcs – Saint-Raphaël – Cannes – Antibes – Nice – Monaco – Menton – Vintimille                                                                       | 1858–1872     |                                                         |
| 935 000     | Miramas–L’Estaque-vasútvonal                          |             | 320            | Miramas – Istres – Port-de-Bouc – Martigues – Carry-le-Rouet – L'Estaque | 1879–1915     |                                                         |
| 944 000     | Cannes–Grasse-vasútvonal                              | 526         | 16,6           | Cannes – Mouans-Sartoux – Grasse | 1871          |                                                         |
| 945 000     | Nice–Breil-sur-Roya-vasútvonal                        | 506         | 440            | Nice – Breil-sur-Roya | 1928          |                                                         |
| 946 000     | Coni–Ventimiglia-vasútvonal                           | 506         | 990            | Vintimille – Breil-sur-Roya – Coni | 1928          |                                                         |
| 947 000     | Carnoules–Gardanne-vasútvonal                         |             | 790            | Brignoles – Saint-Maximin – Trets | 1875–1880     |                                                         |

## Region Île-de-France/Korsika
2011-es állapot
| 952 000 | La Plaine–Pantin-vasútvonal                                    |  |       | |           |                                                                   |  |  |  |  |  |  |
| 953 000 | Enghien–Montmorency-vasútvonal                                 |  | 3     | Enghien–Soisy–Montmorency | 1866      | 1954                                                              |  |  |  |  |  |  |
| 955 000 | La-Râpée–Batignolles-vasútvonal                                |  | 32    | | 1852–1869 |                                                                   |  |  |  |  |  |  |
| 956 000 | Párizs-Bastille–Marles-en-Brie-vasútvonal                      |  | 66,3  | Párizs–Vincennes–Fontenay-sous-Bois–Nogent-sur-Marne–Saint-Maur-des-Fossés–Brie-Comte-Robert–Marles-en-Brie                         | 1859–1892 | (Párizs-Bastille–Saint-Mandé) (Boissy-Saint-Léger–Marles-en-Brie) |  |  |  |  |  |  |
| 957 000 | Bobigny–Sucy-Bonneuil-vasútvonal                               |  | 19    | Bobigny–Sucy-Bonneuil | 1928      |                                                                   |  |  |  |  |  |  |
| 958 000 | Bondy–Aulnay-sous-Bois-vasútvonal                              |  | 7,9   | Bondy–Aulnay-sous-Bois | 1875      |                                                                   |  |  |  |  |  |  |
| 960 000 | Sartrouville–Noisy-le-Sec-vasútvonal                           |  |       | |           |                                                                   |  |  |  |  |  |  |
| 962 000 | Argenteuil–Champ-de-Mars-vasútvonal                            |  | 21    | Párizs–Saint-Ouen–Gennevilliers–Épinay-sur-Seine–Ermont–Eaubonne                                                                    | 1988      |                                                                   |  |  |  |  |  |  |
| 963 000 | La Plaine–Ermont-Eaubonne-vasútvonal                           |  | 15    | La Plaine–Ermont-Eaubonne | 1862–1908 |                                                                   |  |  |  |  |  |  |
| 964 000 | Argenteuil–Ermont-Eaubonne-vasútvonal                          |  | 5,2   | Argenteuil–Ermont-Eaubonne | 1863      |                                                                   |  |  |  |  |  |  |
| 966 000 | Maisons-Laffitte–Champ-de-Courses-vasútvonal                   |  |       | |           |                                                                   |  |  |  |  |  |  |
| 970 000 | Avenue-Henri-Martin–Champ-de-Mars-vasútvonal                   |  | 3,5   | Avenue-Henri-Martin–Champ-de-Mars                                                                                                   | 1988      |                                                                   |  |  |  |  |  |  |
| 971 000 | Pont-Cardinet–Auteuil-Boulogne-vasútvonal                      |  | 8     | Pont-Cardinet–Auteuil-Boulogne | 1854      | 1985                                                              |  |  |  |  |  |  |
| 972 000 | Puteaux–Issy-Plaine-vasútvonal                                 |  | 11,5  | Puteaux–Issy-Plaine | 1889–1997 |                                                                   |  |  |  |  |  |  |
| 973 000 | Párizs–Versailles-Rive-Droite-vasútvonal                       |  | 22    | Párizs–Asnières-sur-Seine–Courbevoie–Puteaux–Suresnes–Saint-Cloud–Ville-d'Avray–Sèvres–Chaville–Viroflay–Versailles                 | 1839      |                                                                   |  |  |  |  |  |  |
| 974 000 | Saint-Cloud–Saint-Nom-la-Bretèche-vasútvonal                   |  | 15,2  | Saint-Cloud–Garches–La Celle-Saint-Cloud–Marly-le-Roi–Saint-Nom-la-Bretèche                                                         | 1884–1889 |                                                                   |  |  |  |  |  |  |
| 975 000 | Párizs–Saint-Germain-en-Laye-vasútvonal                        |  | 20,4  | Párizs–Nanterre–Saint-Germain-en-Laye                                                                                               | 1837–1847 |                                                                   |  |  |  |  |  |  |
| 975 900 | Nanterre-Université–Sartrouville-vasútvonal                    |  |       | |           |                                                                   |  |  |  |  |  |  |
| 976 000 | Saint-Germain-Grande-Ceinture–Saint-Germain-en-Laye-vasútvonal |  |       | |           |                                                                   |  |  |  |  |  |  |
| 977 000 | Ligne des Invalides                                            |  | 17,6  | Párizs–Issy-les-Moulineaux–Viroflay–Versailles                                                                                      | 1840–1902 |                                                                   |  |  |  |  |  |  |
| 979 000 | Párizs-Est–Pont-Cardinet-vasútvonal                            |  | 3,5   | Párizs-Est–Pont-Cardinet | 1999      |                                                                   |  |  |  |  |  |  |
| 980 000 | Chemin de Fer de Petite Ceinture                               |  | 32    | | 1852–1869 |                                                                   |  |  |  |  |  |  |
| 981 000 | Párizs-Nord–Párizs-Gare-de-Lyon-vasútvonal                     |  | 5,2   | | 1987–1995 |                                                                   |  |  |  |  |  |  |
| 983 000 | Invalides–Quai-d’Orsay-vasútvonal                              |  | 1     | Invalides–Quai-d’Orsay | 1979      |                                                                   |  |  |  |  |  |  |
| 984 000 | Quai-d’Orsay–Párizs-Austerlitz-vasútvonal                      |  | 4     | Quai-d’Orsay–Párizs-Austerlitz | 1900      |                                                                   |  |  |  |  |  |  |
| 985 000 | Choisy-le-Roi–Massy-Verrières-vasútvonal                       |  | 17    | Choisy-le-Roi–Massy-Verrières | 1886      |                                                                   |  |  |  |  |  |  |
| 988 000 | Grigny–Corbeil-Essonnes-vasútvonal                             |  | 10,7  | Grigny–Ris-Orangis–Évry–Corbeil-Essonnes                                                                                            | 1974–1975 |                                                                   |  |  |  |  |  |  |
| 990 000 | Chemin de Fer de Grande Ceinture                               |  | 157   | Versailles-Chantiers–Saint-Nom-la-Bretèche–Saint-Germain-GC–Sartrouville–Argenteuil-GC–Noisy-le-Sec–Valenton–Juvisy–Massy-Palaiseau | 1882–1928 |                                                                   |  |  |  |  |  |  |
| 995 000 | Bastia–Ajaccio-vasútvonal                                      |  | 157,4 | Bastia – Casamozza – Ponte-Leccia – Corte – Mezzana – Ajaccio                                                                       | 1888–1894 |                                                                   |  |  |  |  |  |  |
| 996 000 | Ponte-Leccia–Calvi-vasútvonal                                  |  | 73,1  | Ponte-Leccia – L'Île-Rousse – Calvi                                                                                                 | 1889–1890 |                                                                   |  |  |  |  |  |  |
| 997 000 | Casamozza–Porto-Vecchio-vasútvonal                             |  | 129,9 | Ghisonaccia – Solenzara | 1888–1935 | 1943–1953                                                         |  |  |  |  |  |  |

## Lásd még
- Franciaország nagysebességű vasútvonalainak listája